# جون وليام ووترهاوس
جون وليام ووترهاوس (بالإنجليزية: John William Waterhouse) (بروما 6 أبريل 1849 - بلندن 10 فبراير 1917)، هو رسام بريطاني اشتهر برسمه المستوحى من الأساطير والأدب، ويركز في لوحاته على المرأة.

## السيرة الذاتية
ولد جون ويليام في روما سنة 1849، ويعتقد بعض مؤرخي الفن أنه ولد بين 1 و23 يناير.
والداه هما الرسامان: ويليام وإيزابيلا ووترهاوس. كان عمر جون خمس سنوات عندما إنتقلت العائلة إلى لندن، حيث علمه والده الرسم إلى غاية التحاقه بالأكاديمية الملكية للفنون سنة 1870، وفي صيف 1874 قدم ووترهاوس أول لوحة للعرض في الأكاديمية تحت عنوان (Sleep and His Half-Brother Death)، ومن ثم دأب بتقديم لوحة للأكاديمية كل سنة لغاية وفاته.
وفي سنة 1883 تزوج من إستير كنورتي ابنة أستاذ فنٍ. ولم يتمكن الزوجان من إنجاب الأطفال، وفي سنة 1895 إنتخب ووترهاوس كعضو في الأكاديمية الملكية للفنون. توفي سنة 1917 بلندن، وقبره حالياً موجود ب (Kensal Green Cemetry).

## رسوماته
عدد الوحات التي رسمها 118.

### 1870

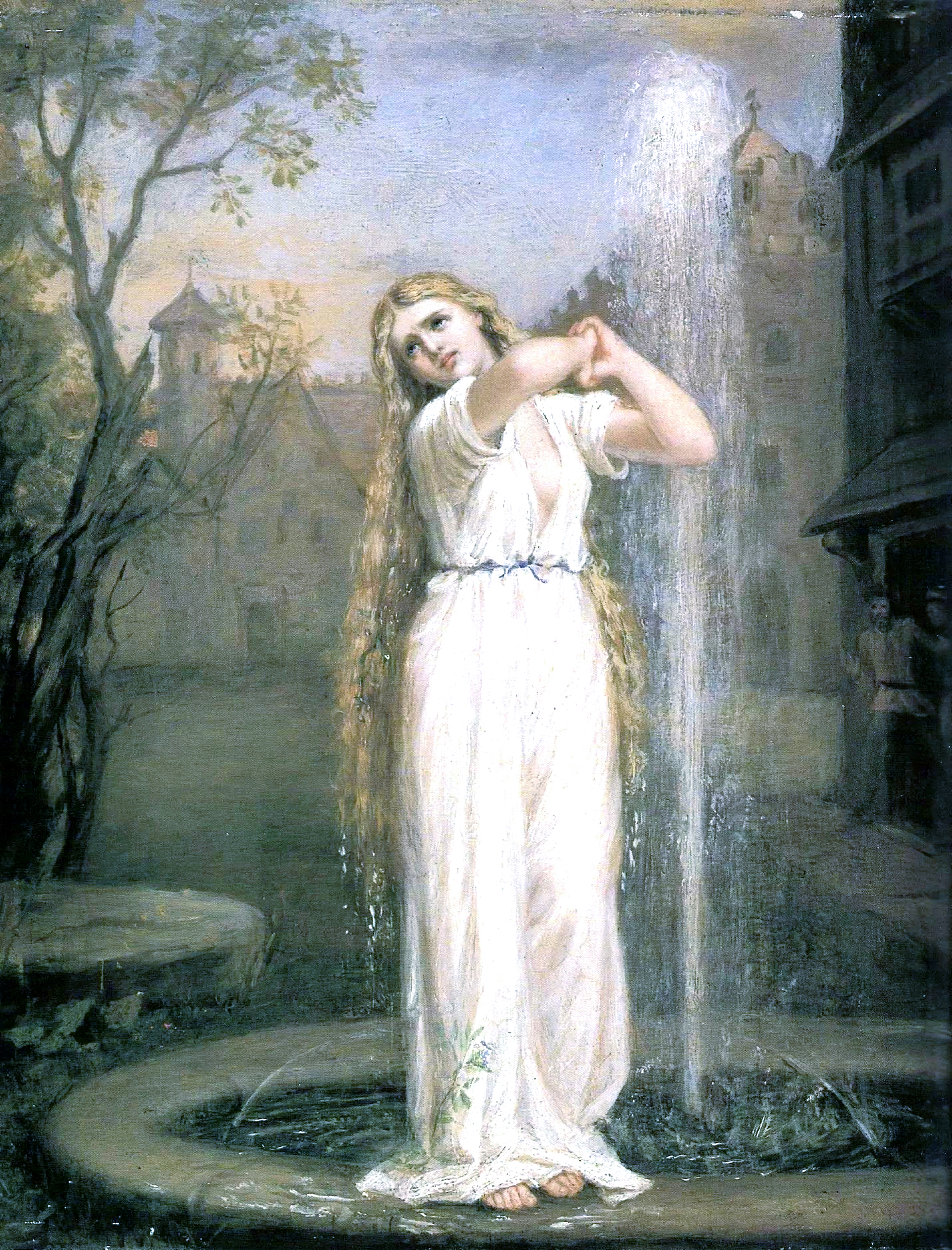
Undine 1872
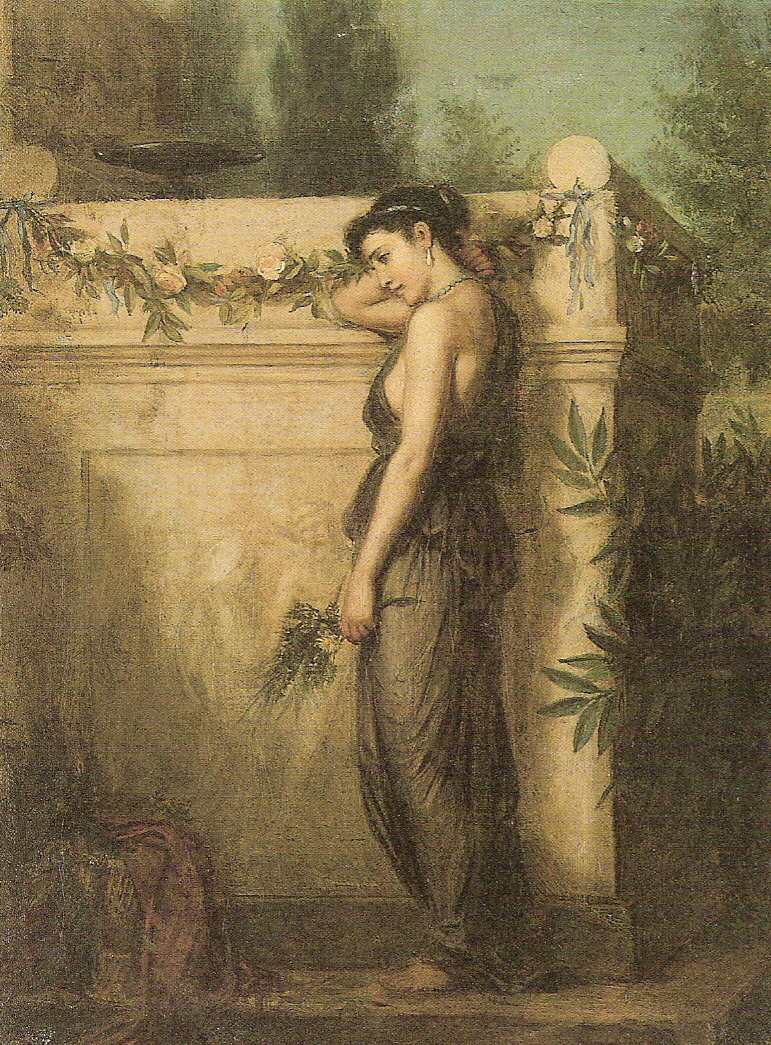
Gone, But Not Forgotten 1873
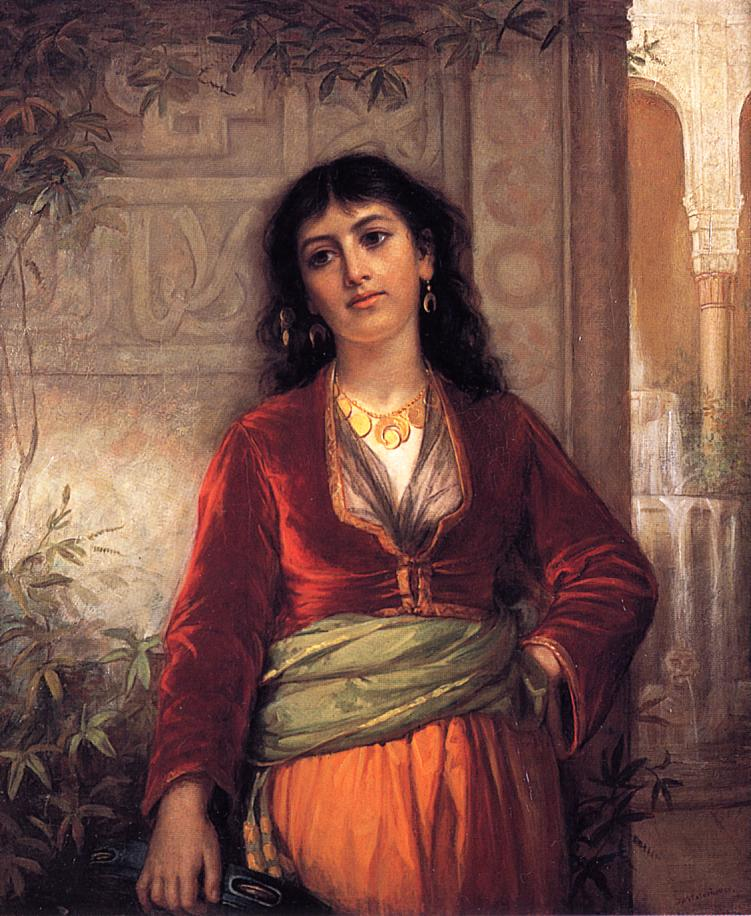
The Unwelcome Companion--A Street Scene in Cairo 1873
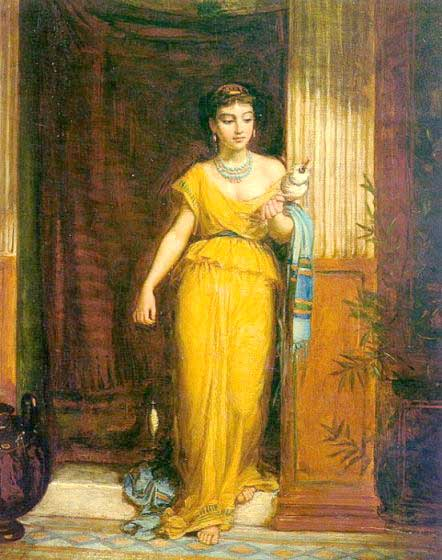
La Fileuse 1874
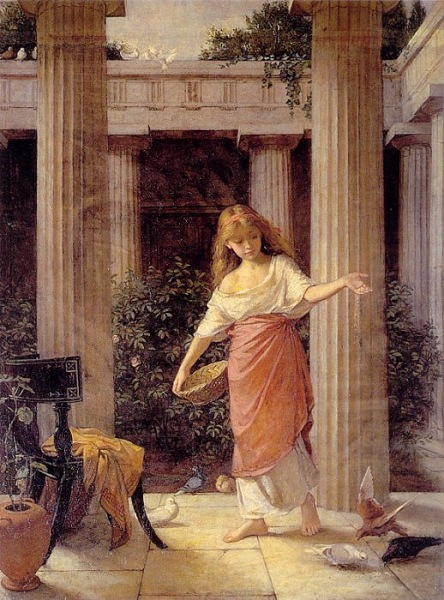
In the Peristyle 1874
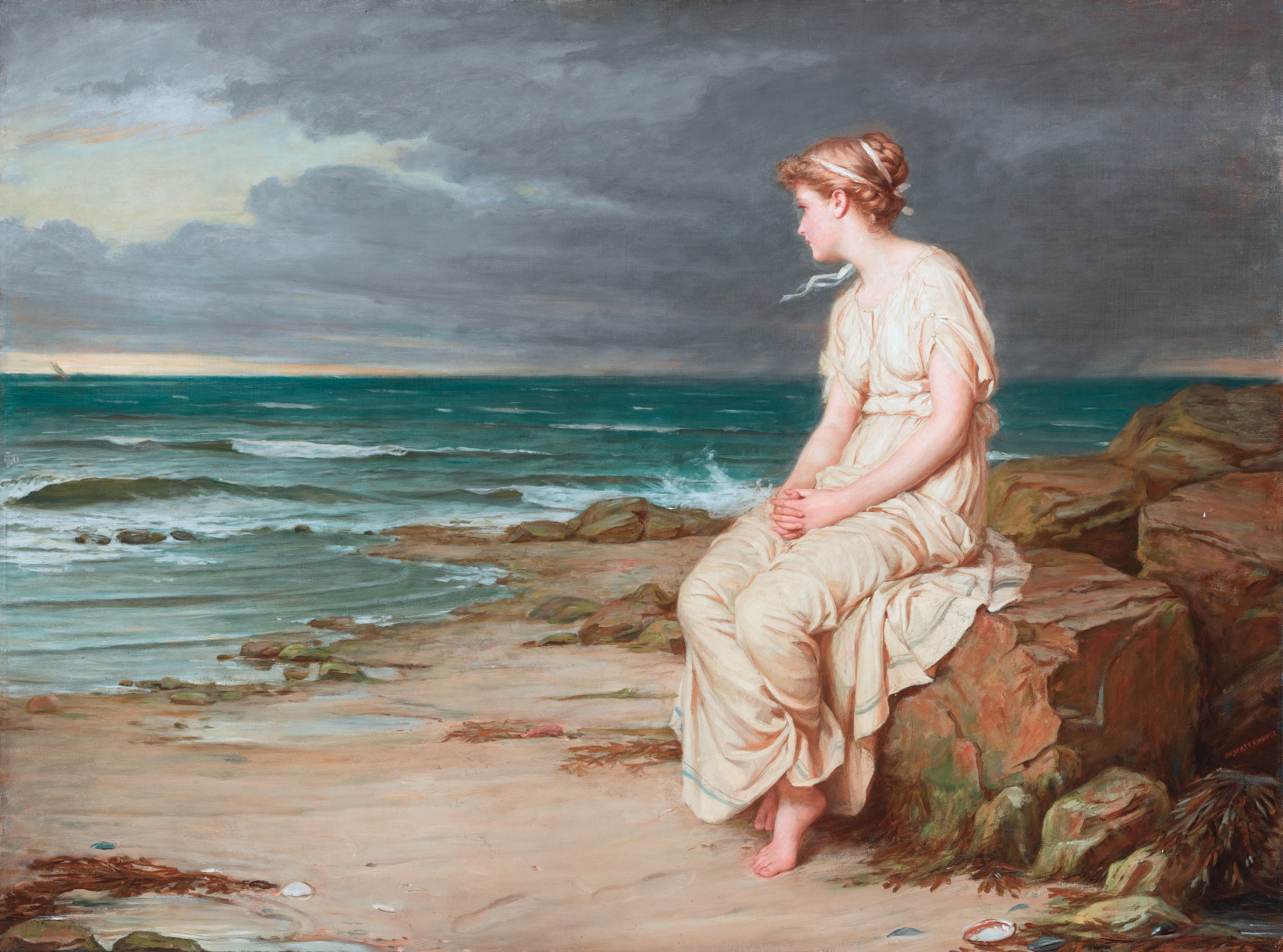
Miranda 1875
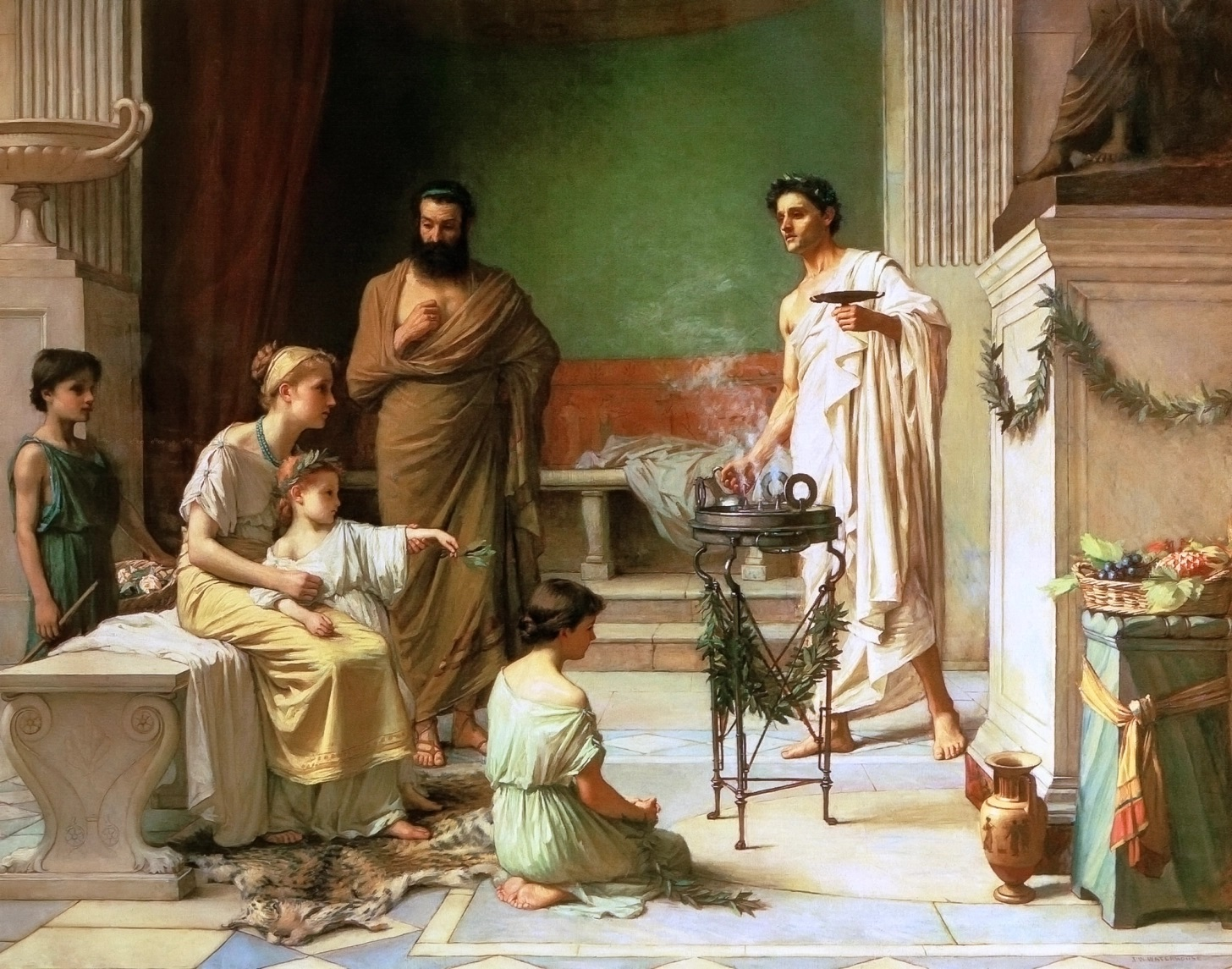
A Sick Child brought into the Temple of Aesculapius 1877
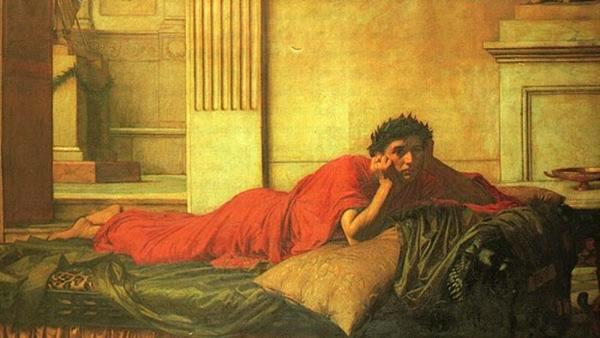
The Remorse of the Emperor Nero after the Murder of his Mother 1878

### 1880

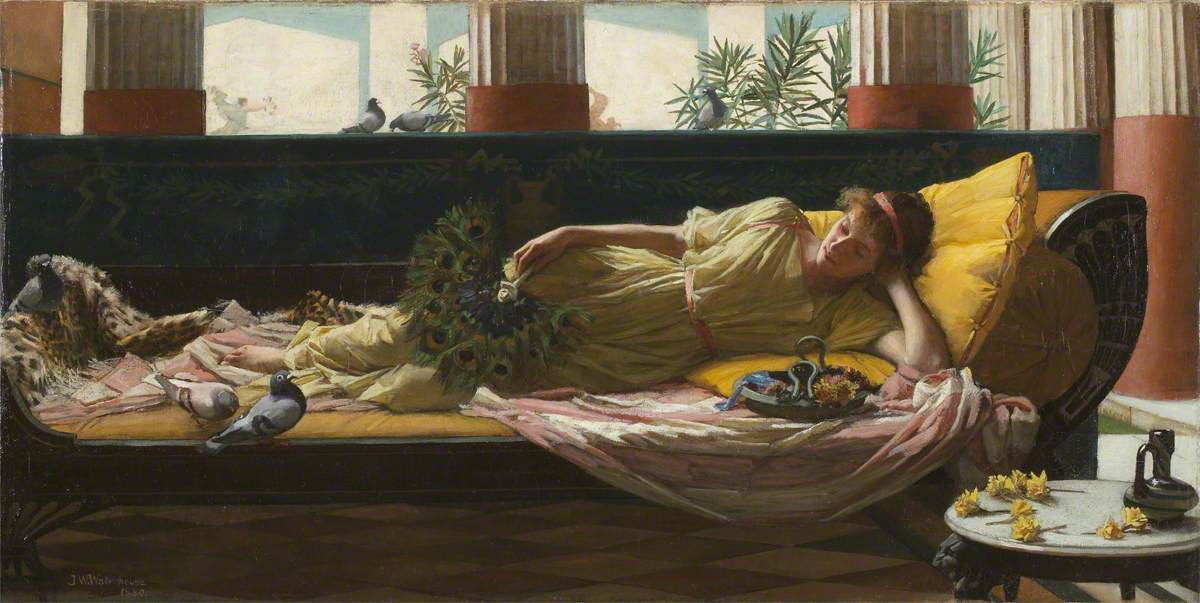
Dolce far Niente 1880
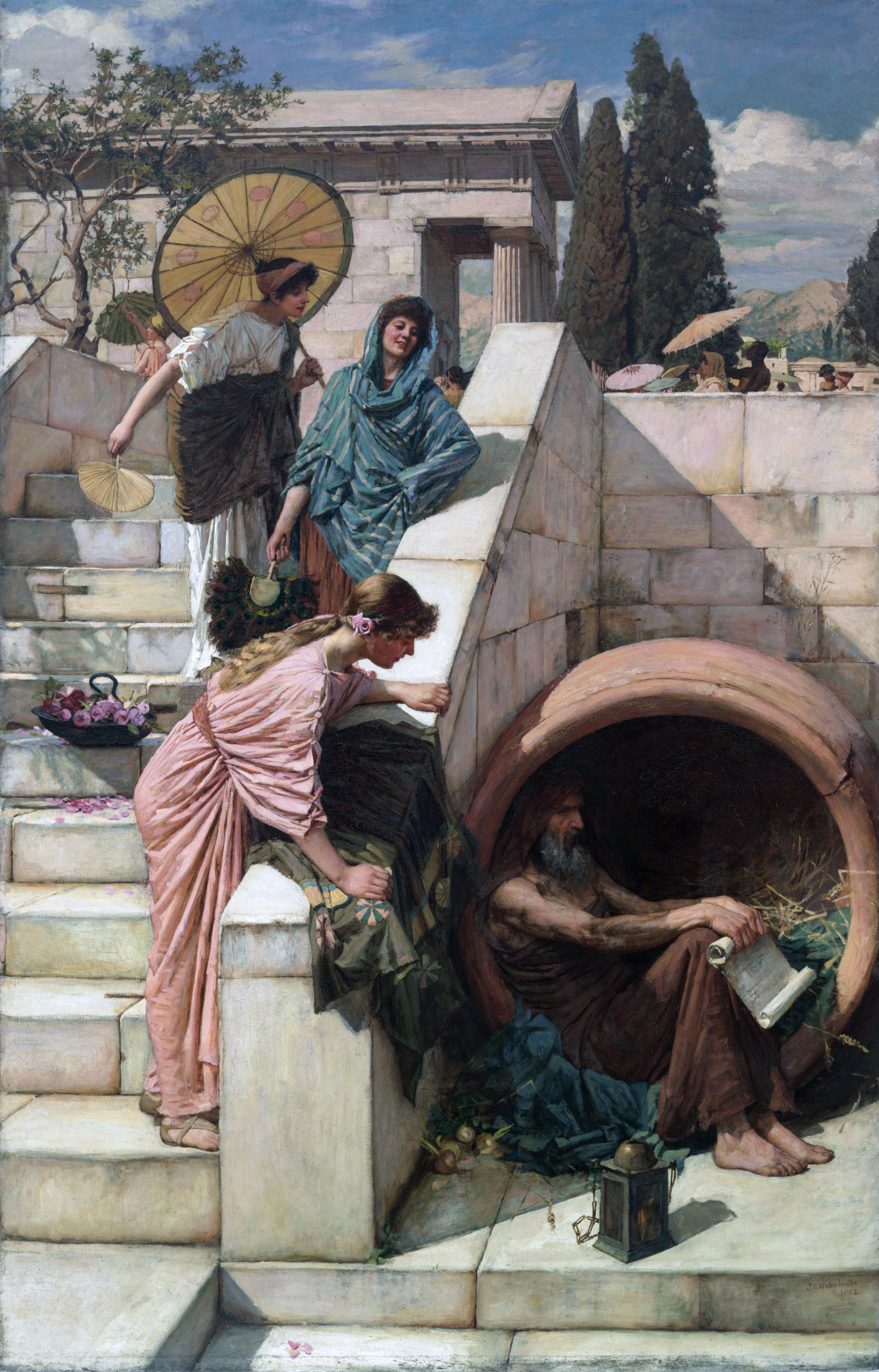
ديوجانس الكلبي 1882
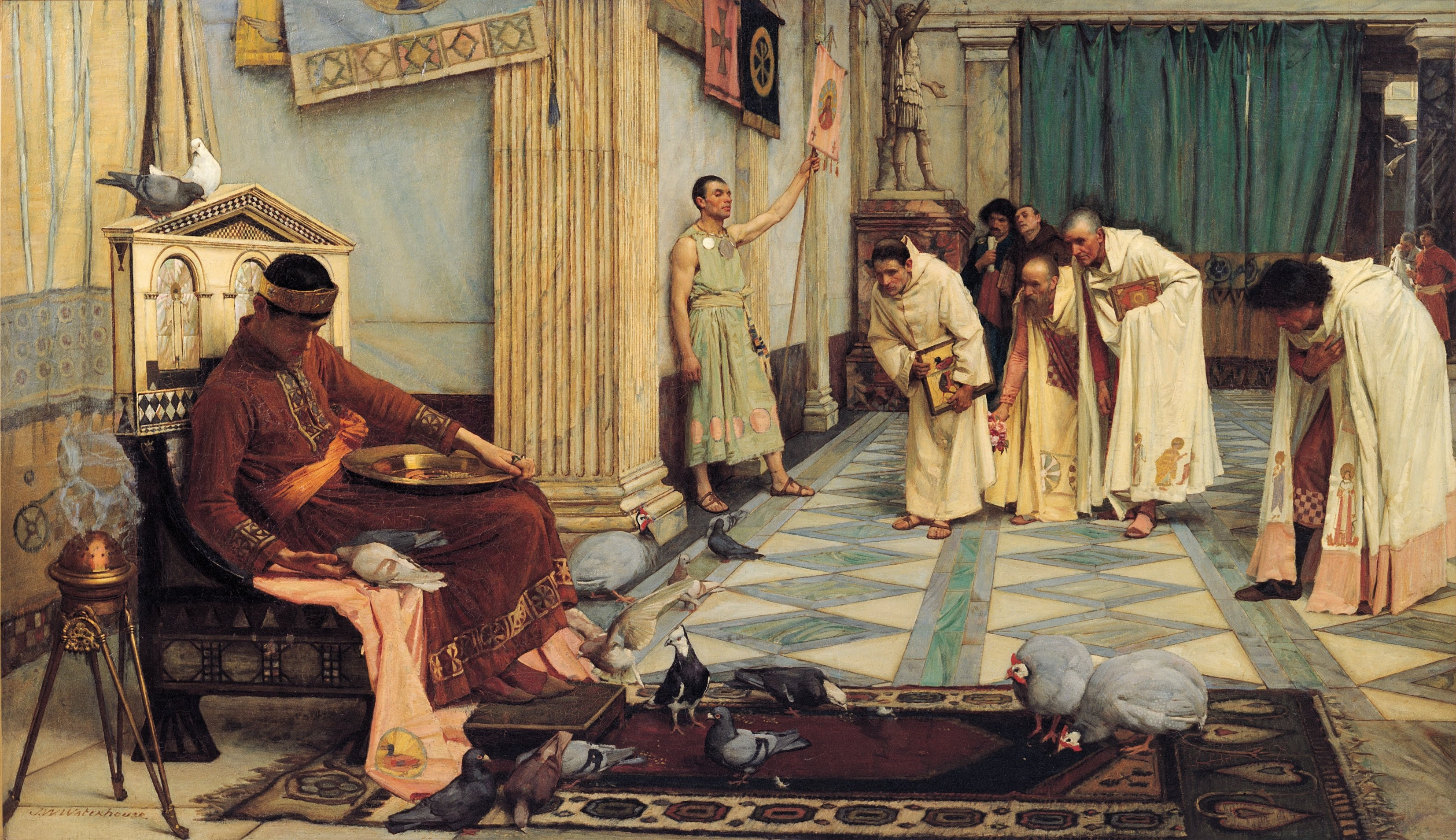
The Favourites of the Emperor Honorius 1883
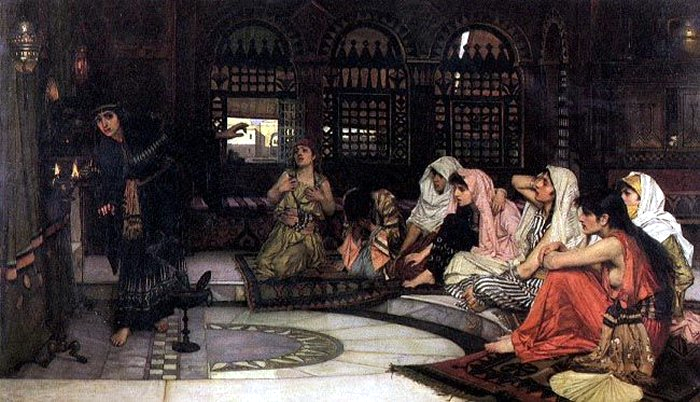
Consulting the Oracle 1884
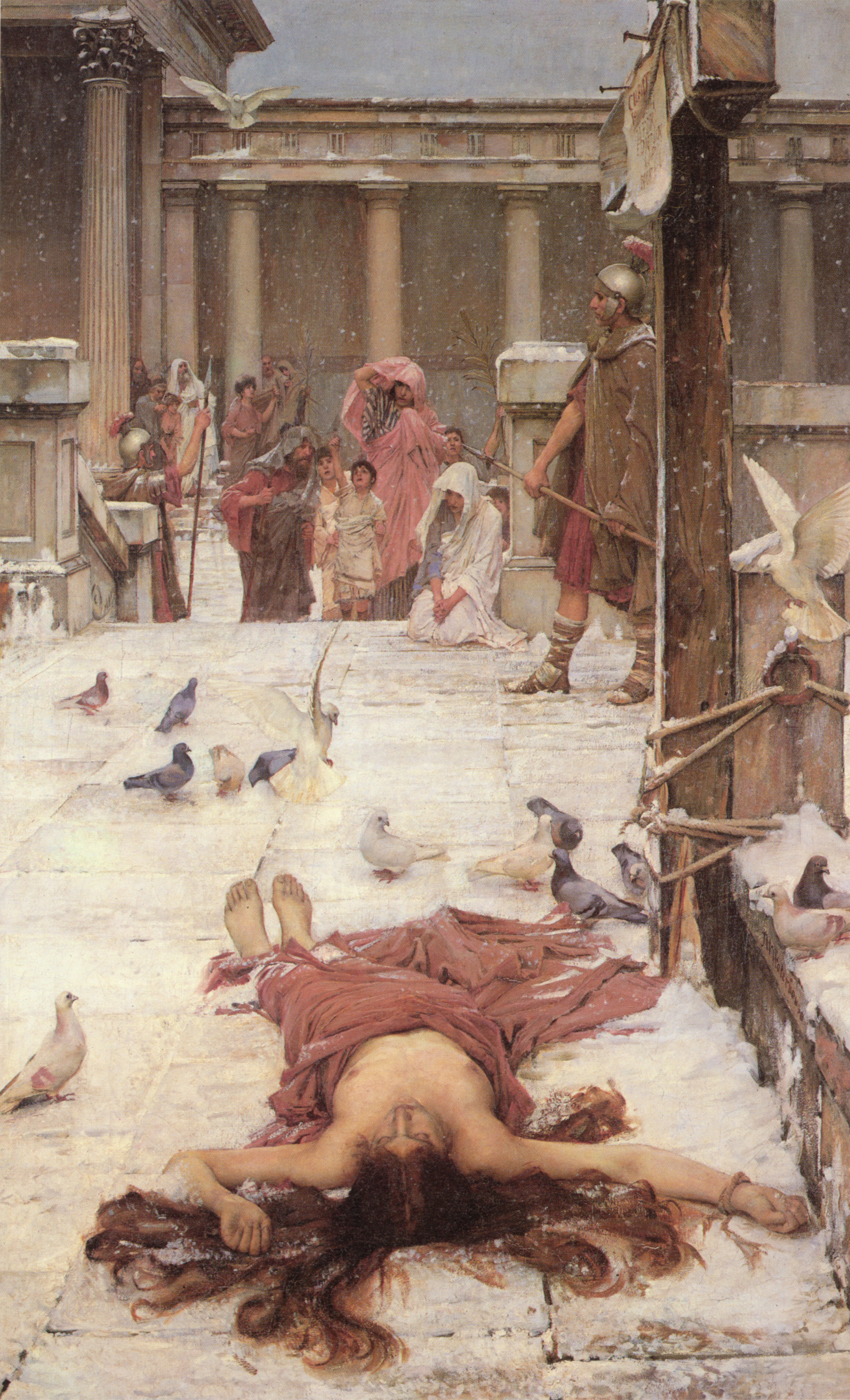
Saint Eulalia 1885
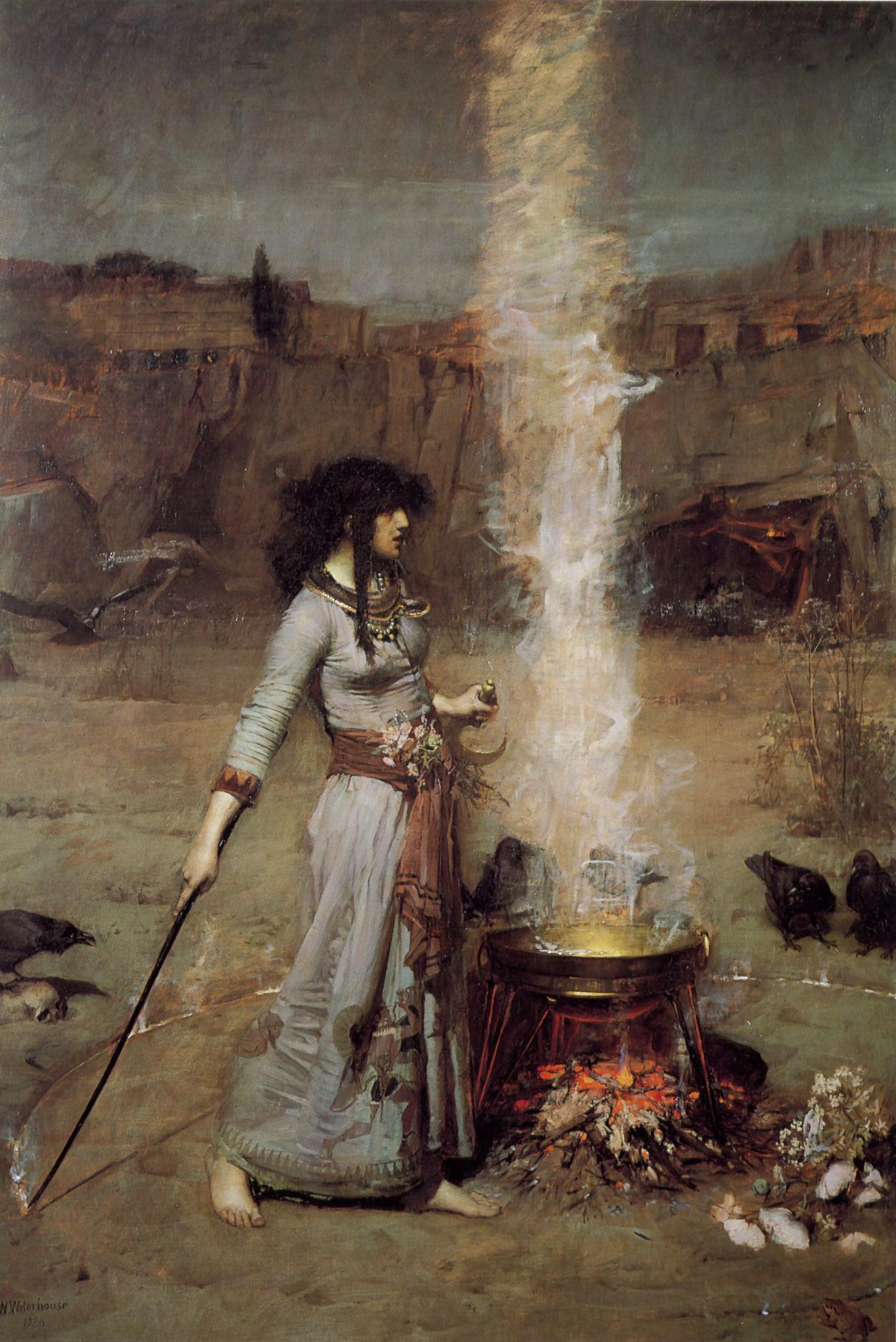
The Magic Circle 1886
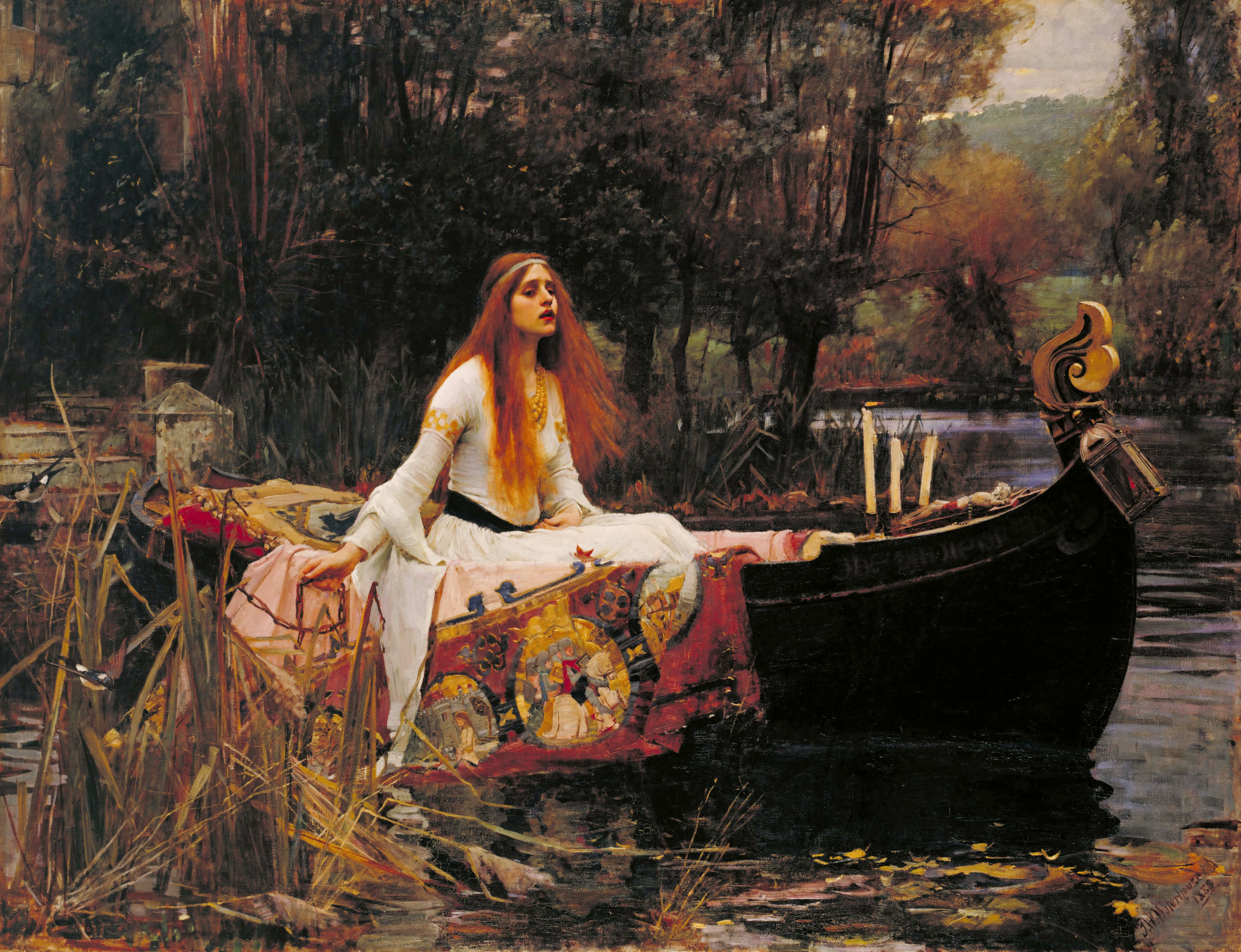
The Lady of Shalott 1888
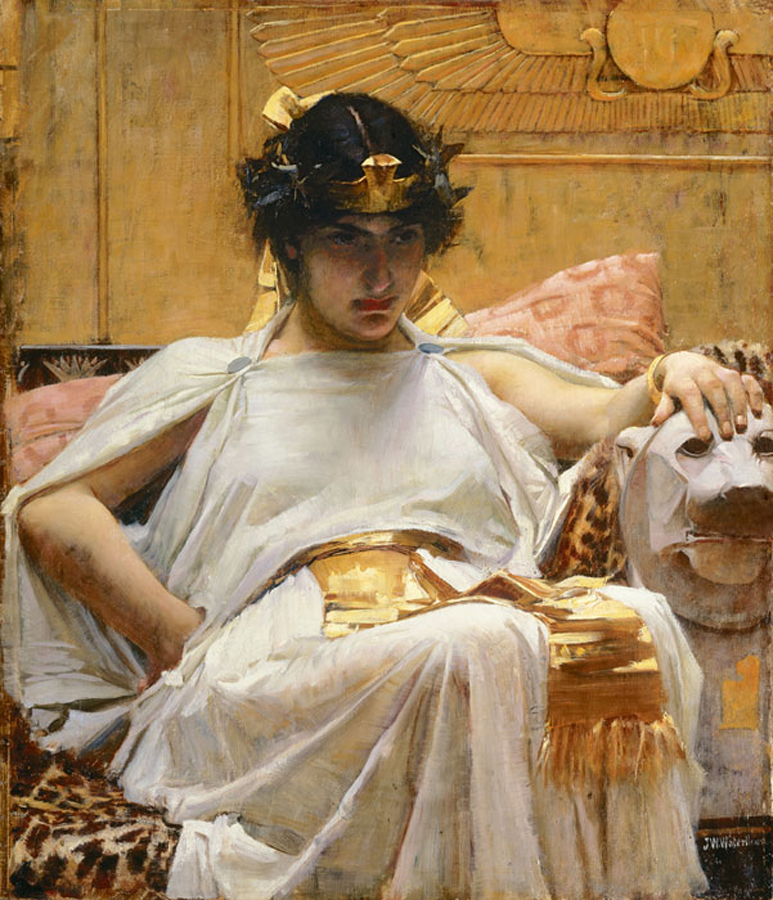
كليوباترا 1888
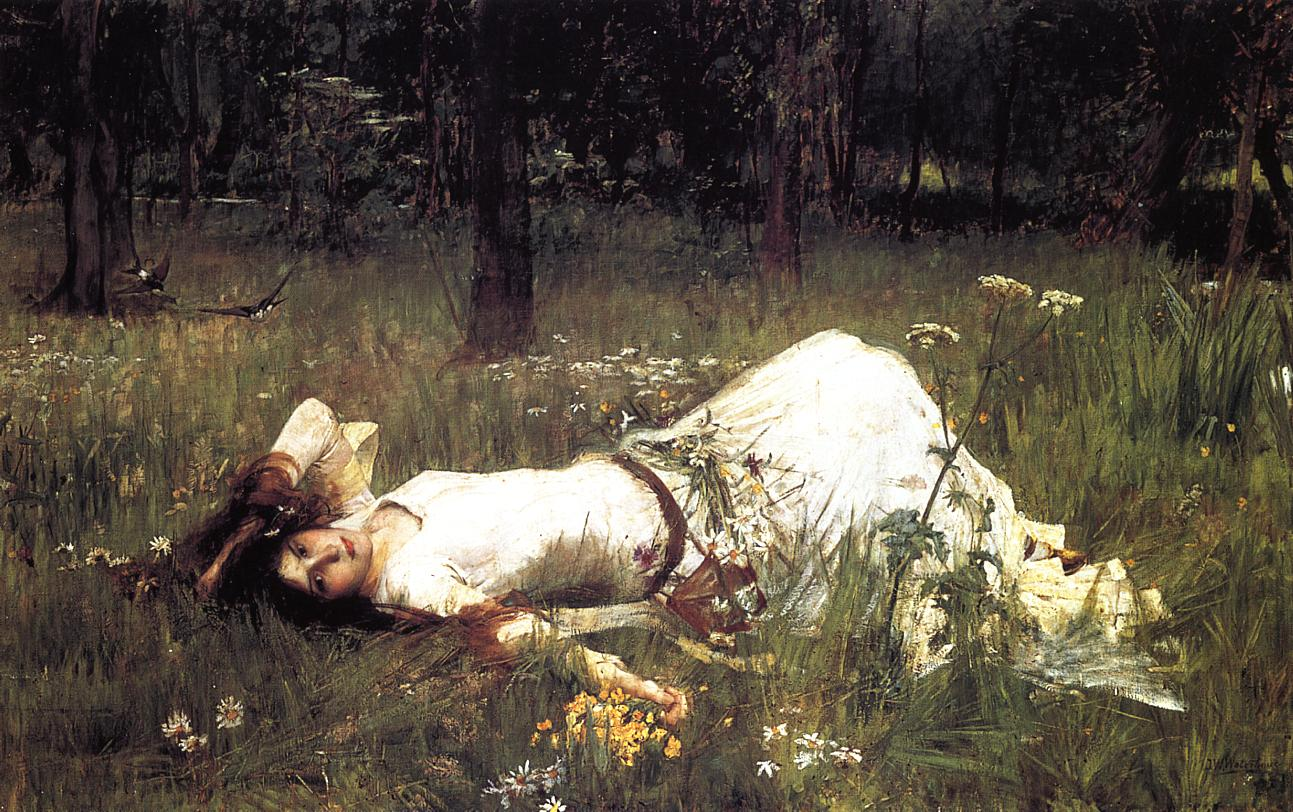
Ophelia 1889

### 1890

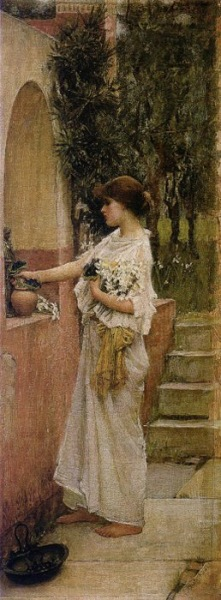
A Roman Offering 1890
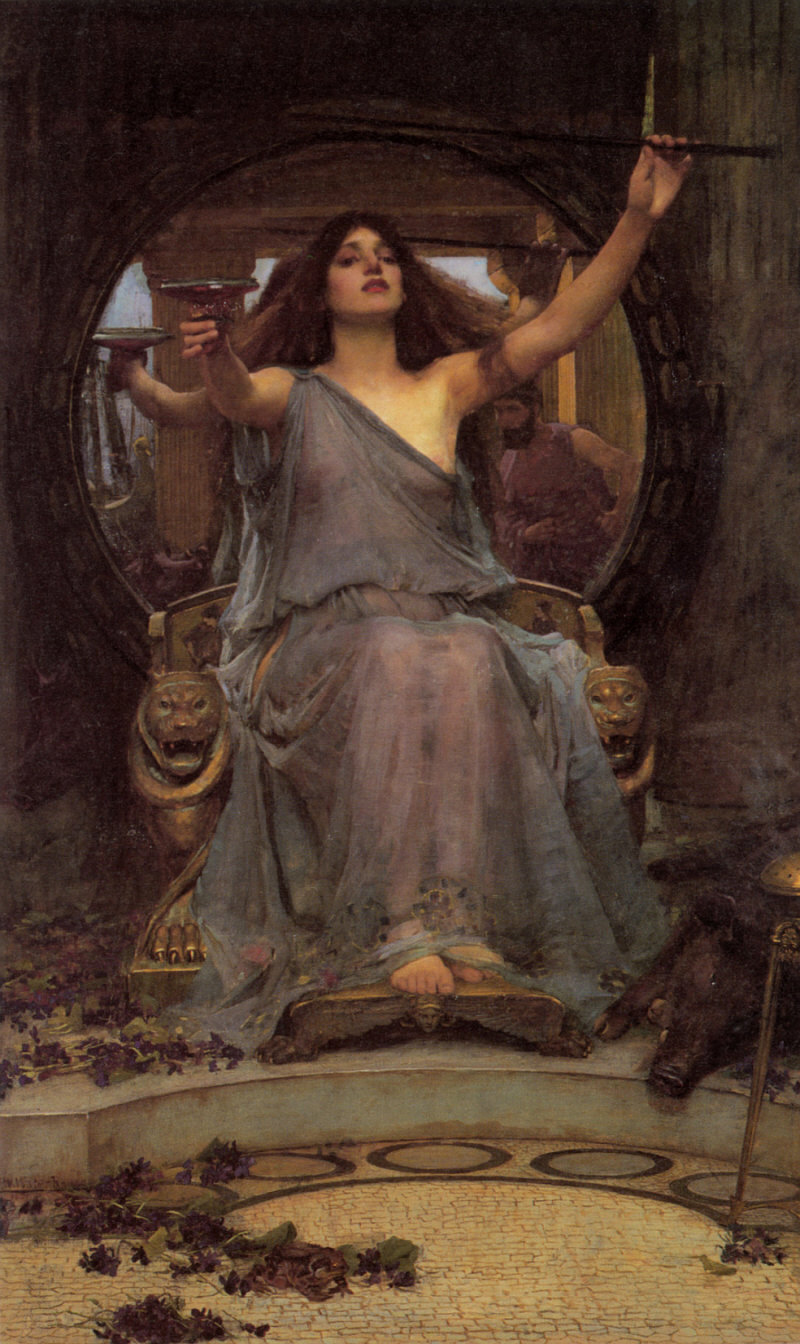
Circe Offering the Cup to Ulysses 1891
أوديسيوس and the Sirens 1891
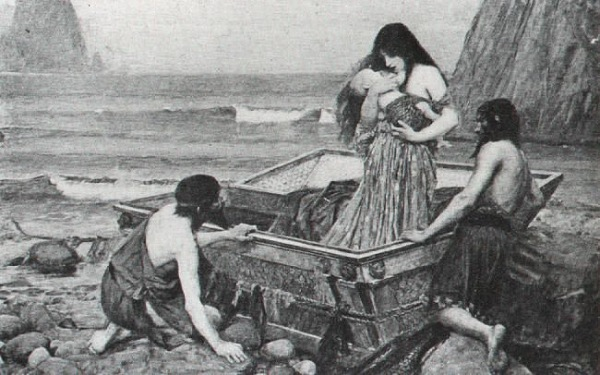
داناي 1892
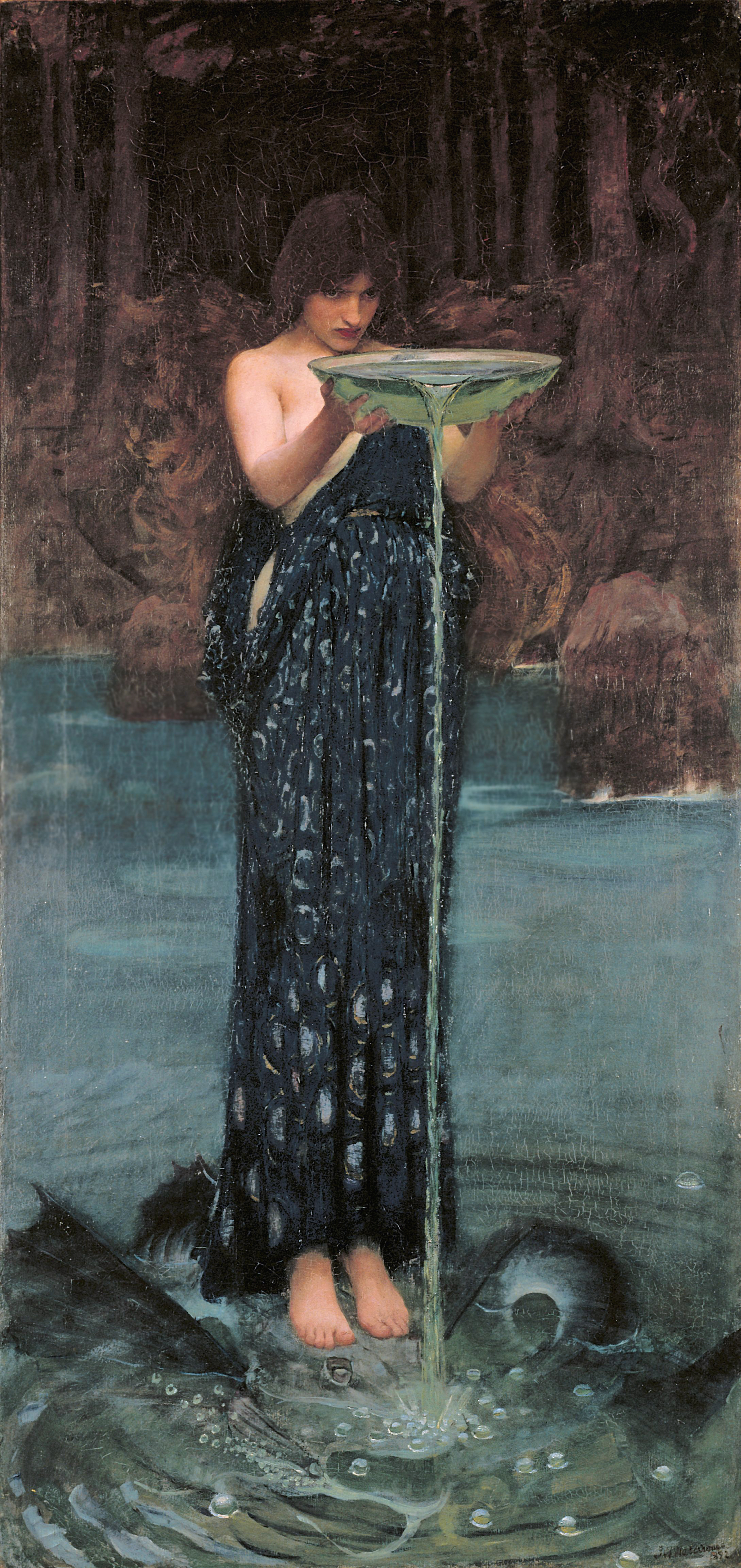
Circe Invidiosa 1892
A ناياد or هيلاس with a Nymph 1893
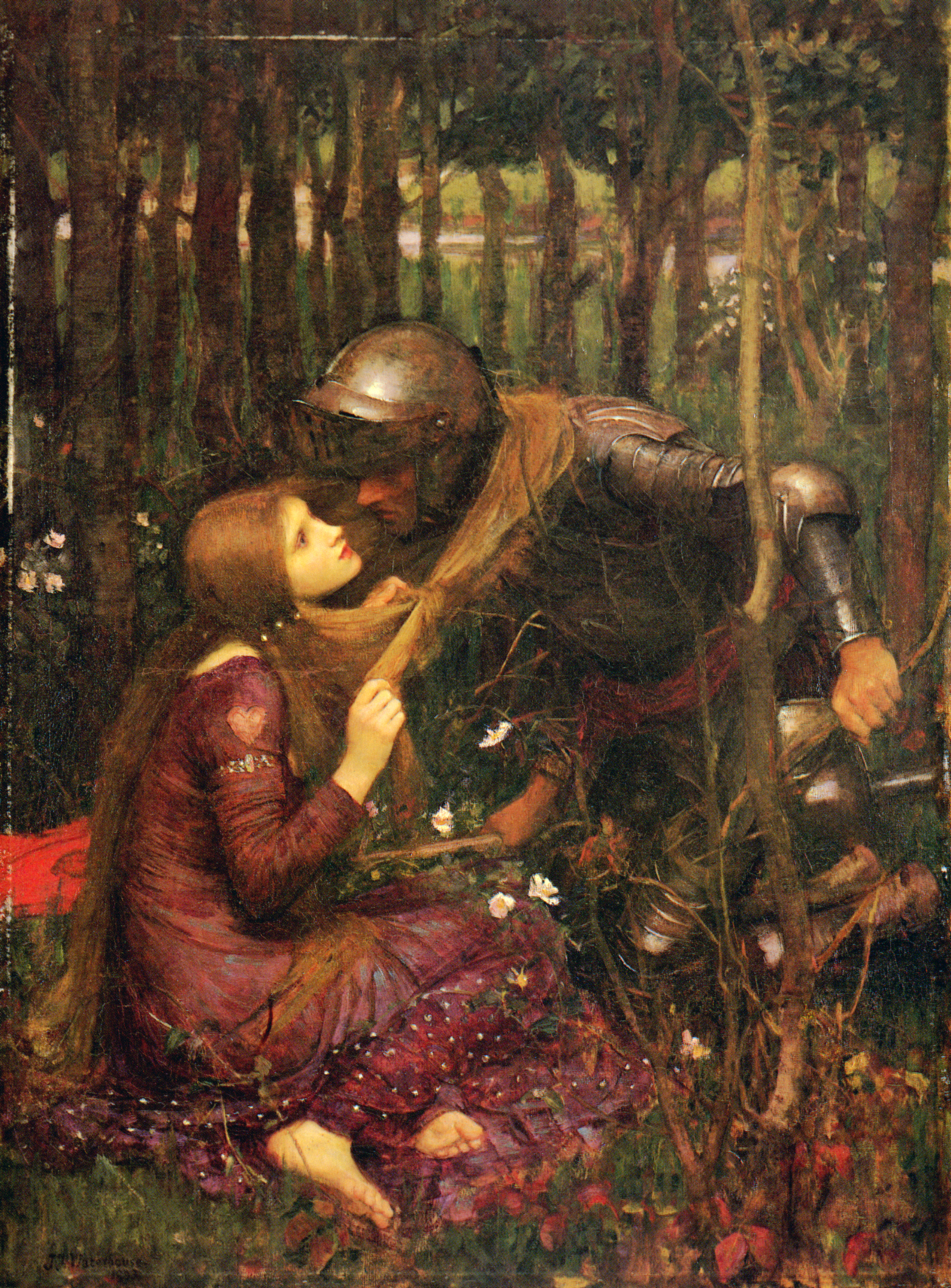
La Belle Dame sans Merci 1893
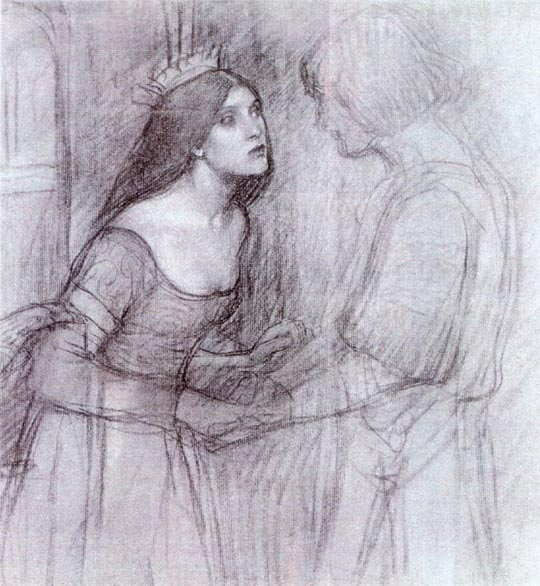
A Female Study 1894
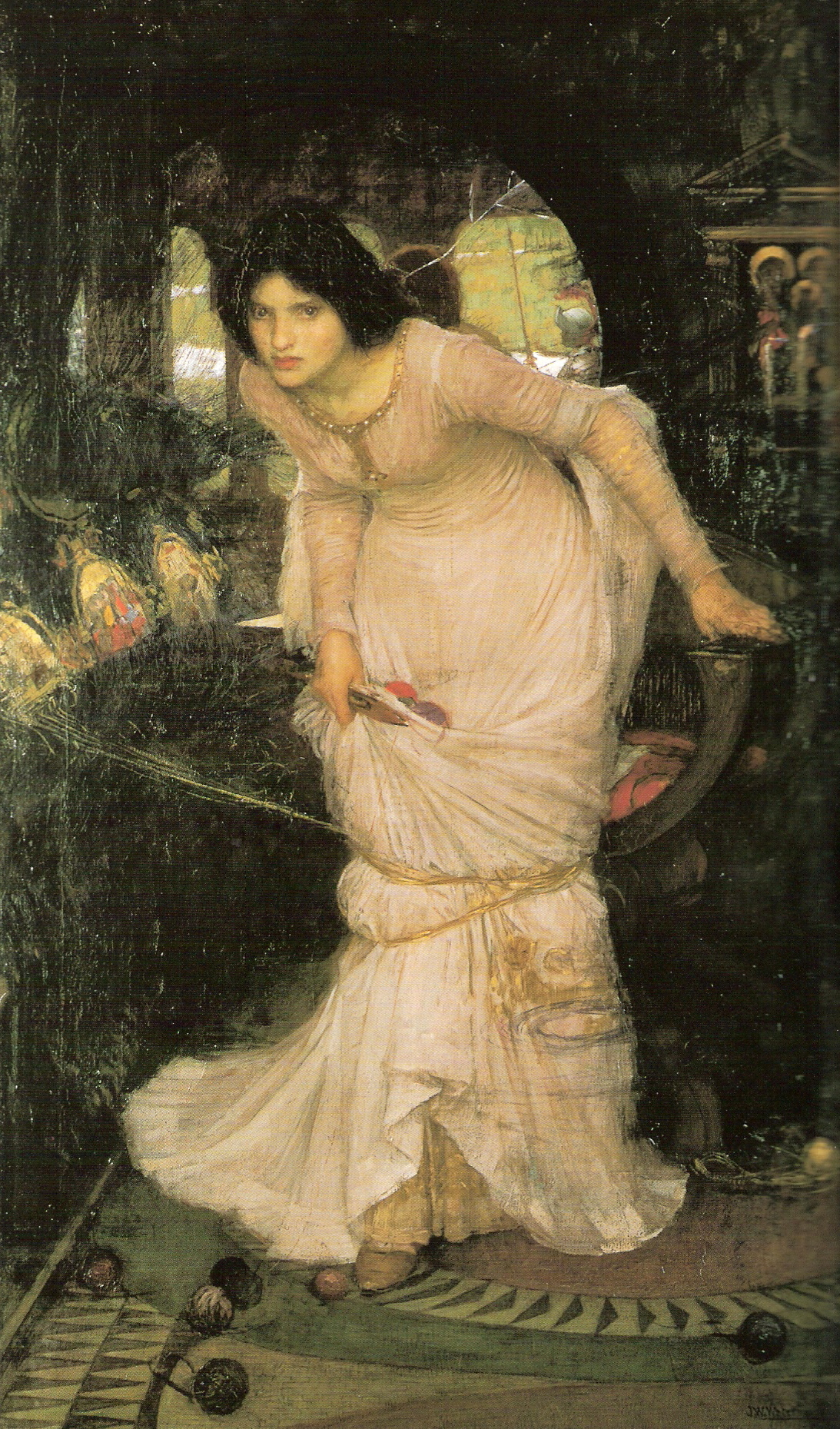
The Lady of Shalott Looking at Lancelot 1894
Ophelia 1894
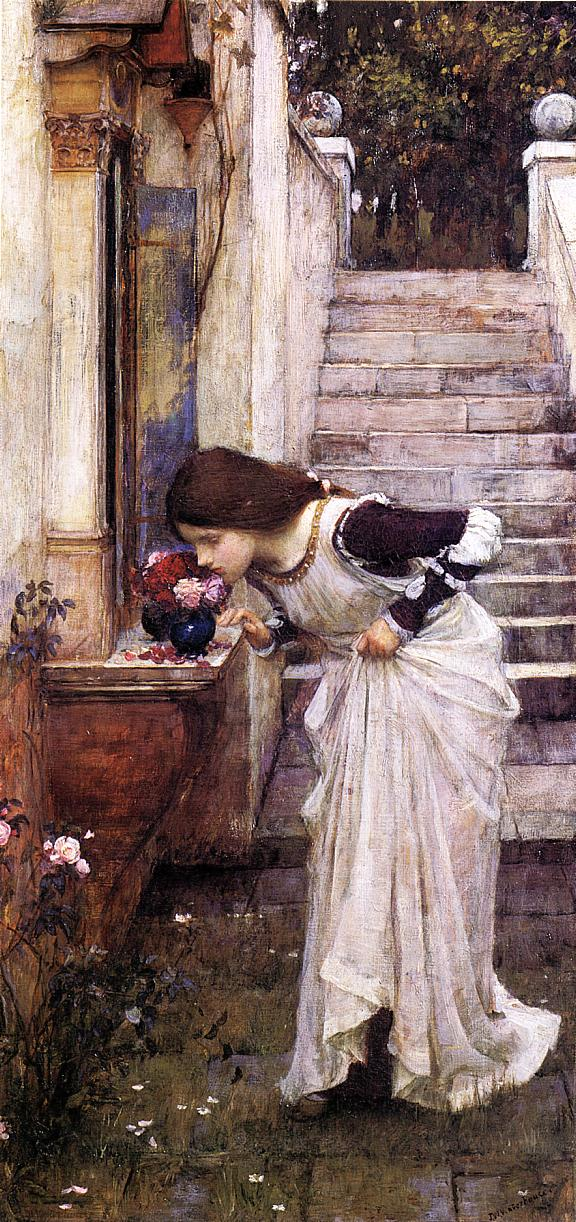
The Shrine 1895
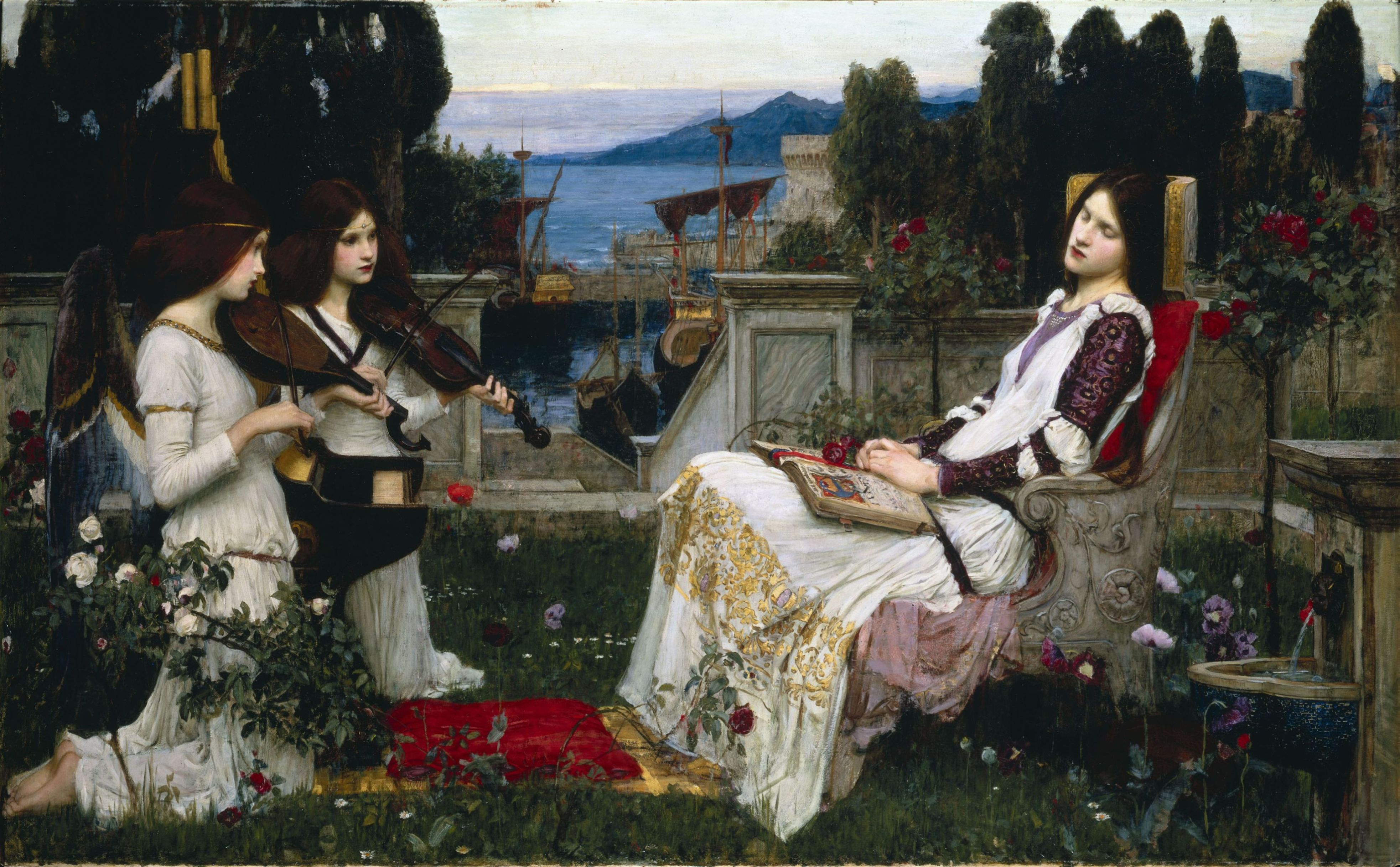
القديسة سيزيليا 1895
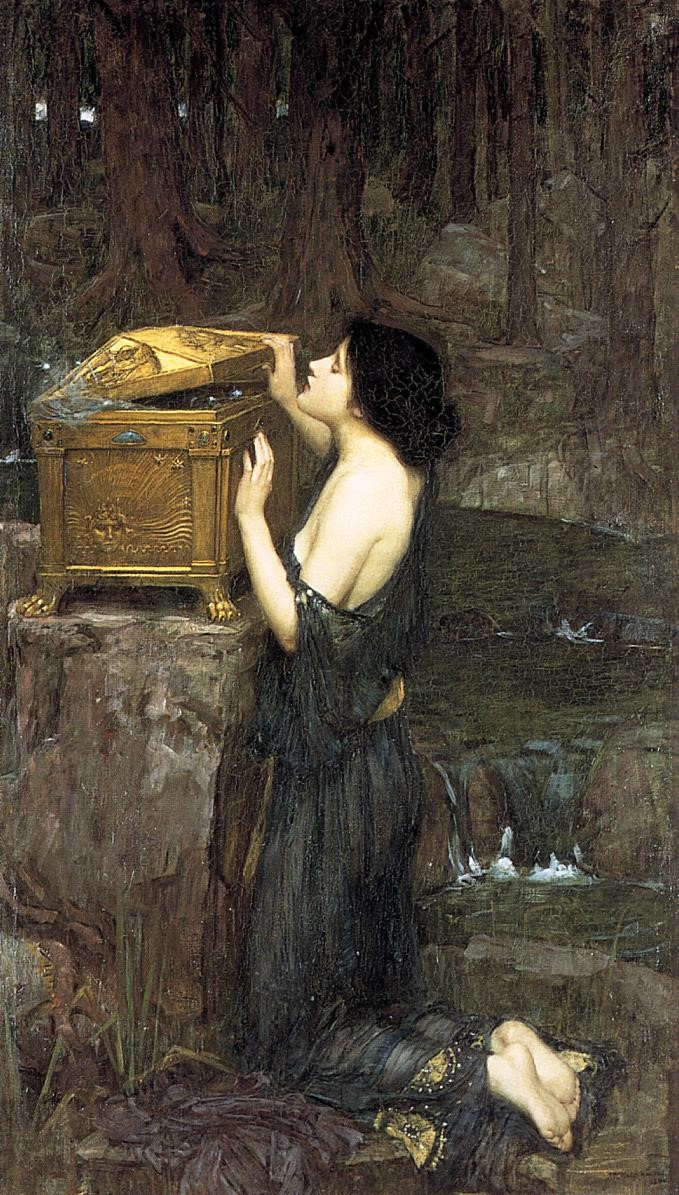
Pandora 1896
جولييت 1898
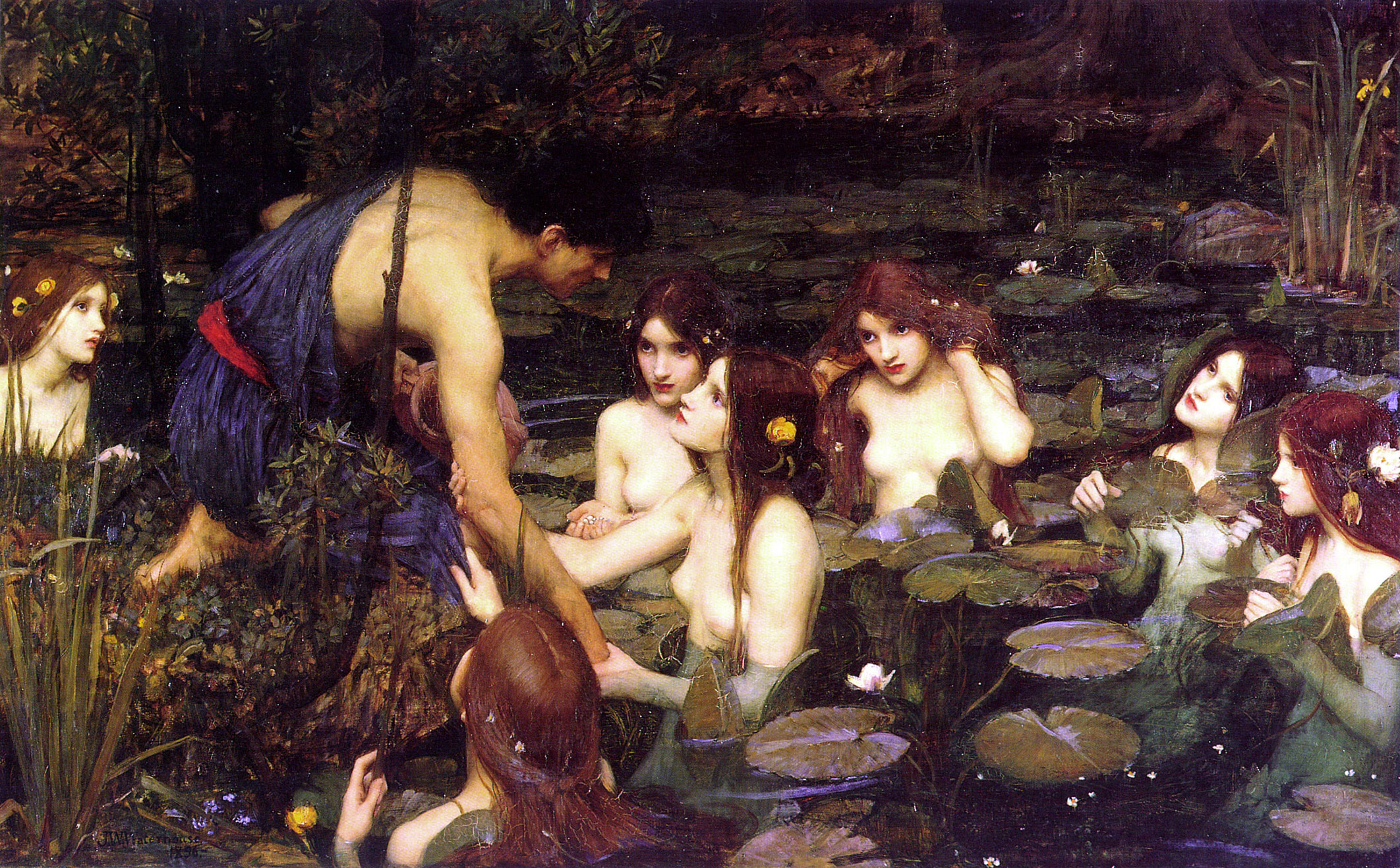
هيلاس والحوريات بريشة جون ويليام ووترهاوس, معرض مانشستر للفنون

### 1900

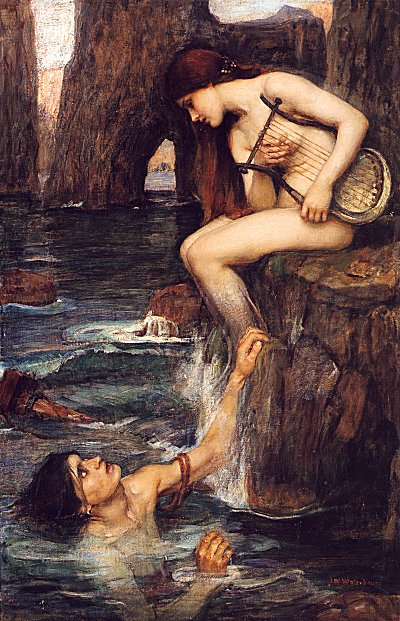
The Siren c. 1900
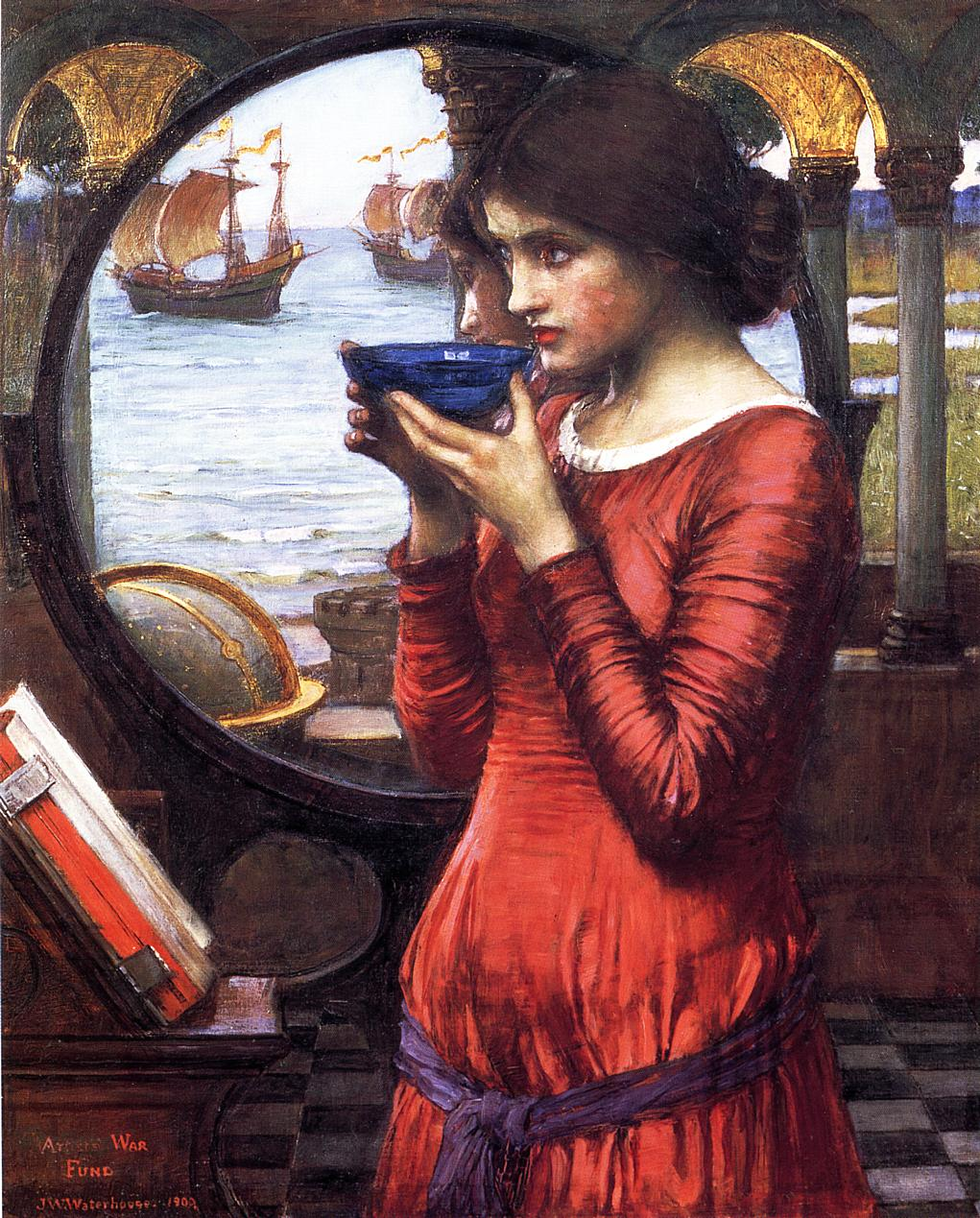
Destiny 1900
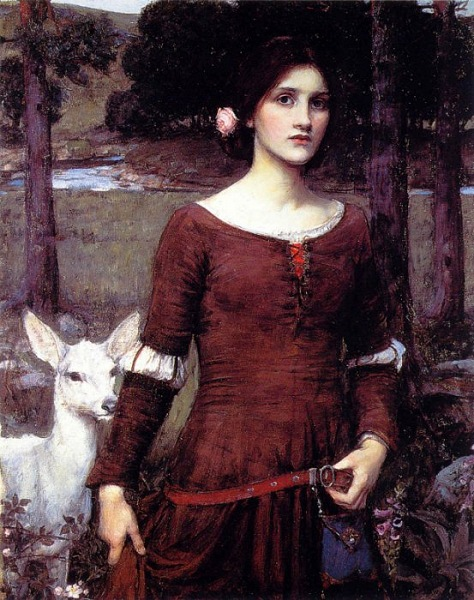
The Lady Clare 1900
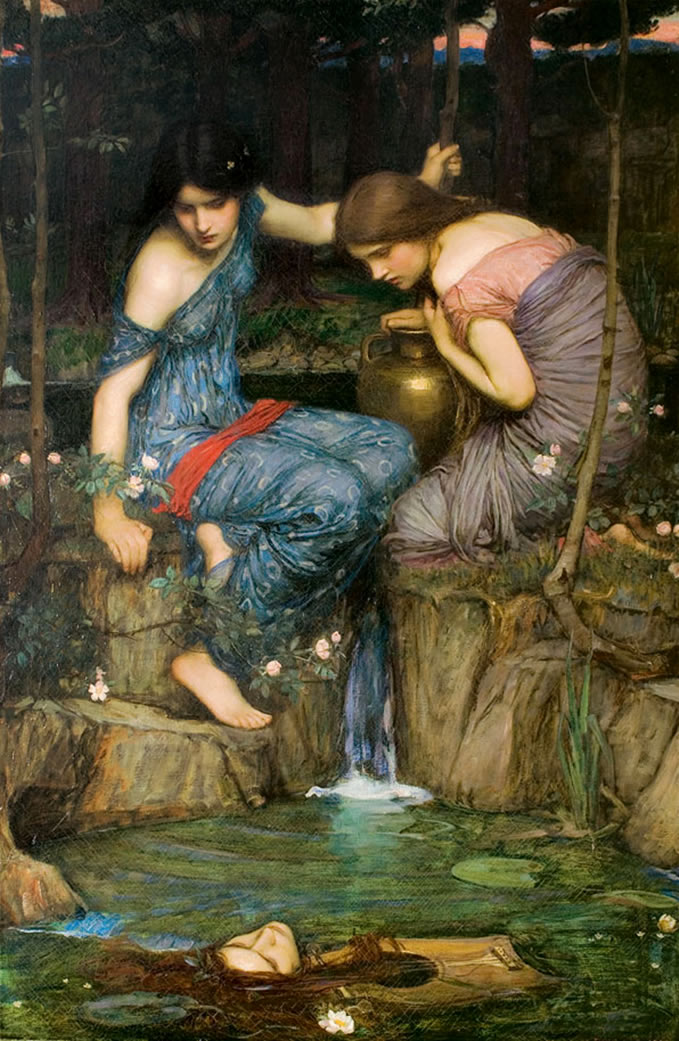
Nymphs Finding the Head of Orpheus 1900
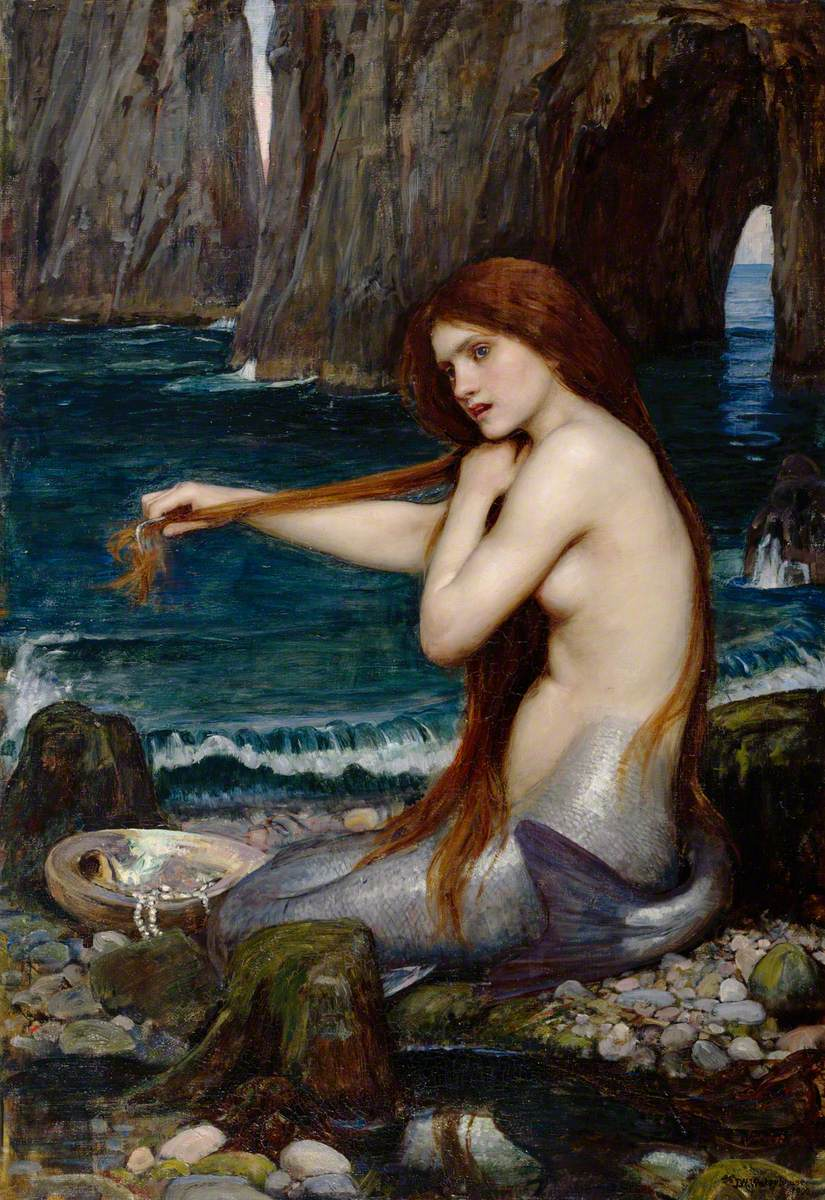
The Mermaid 1901
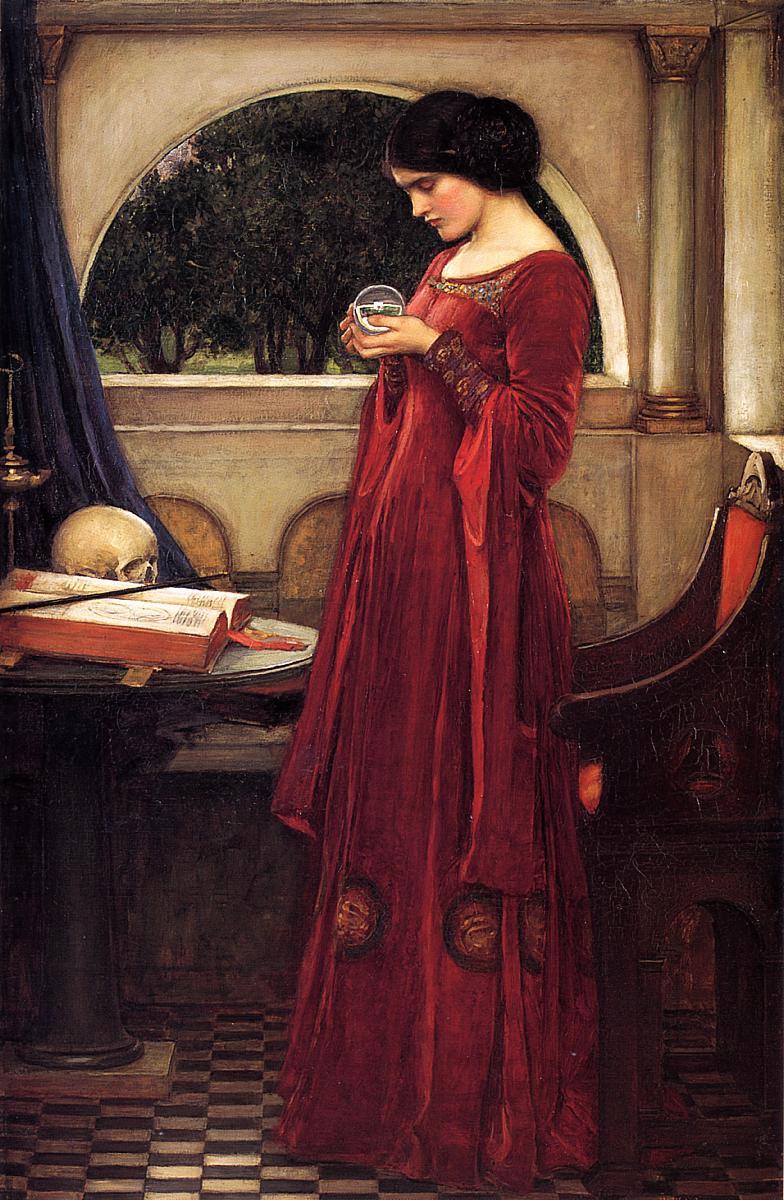
The Crystal Ball 1902
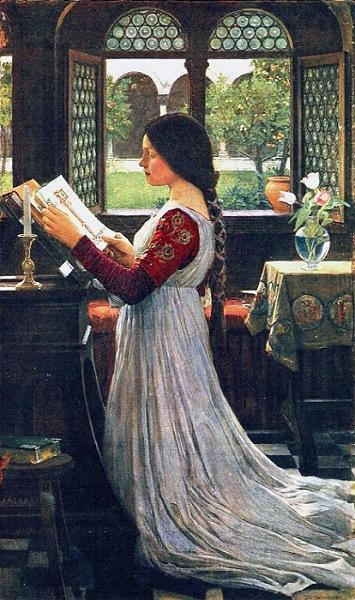
The Missal 1902
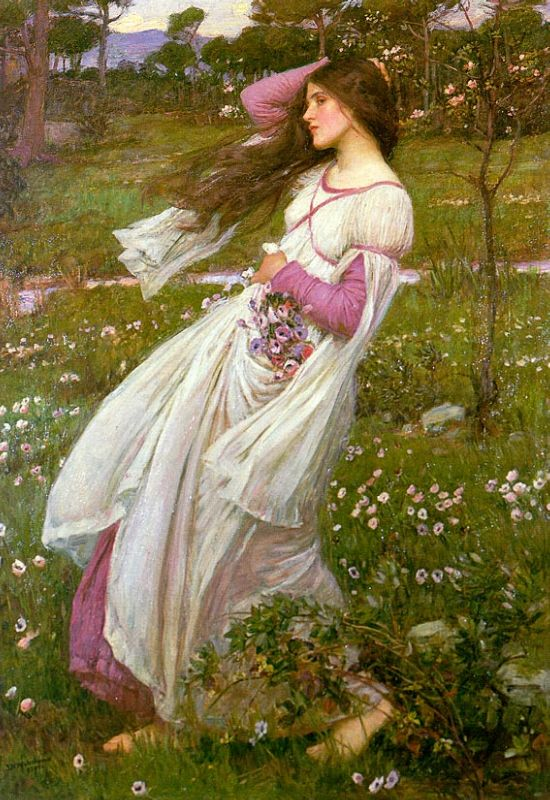
Windflowers 1902
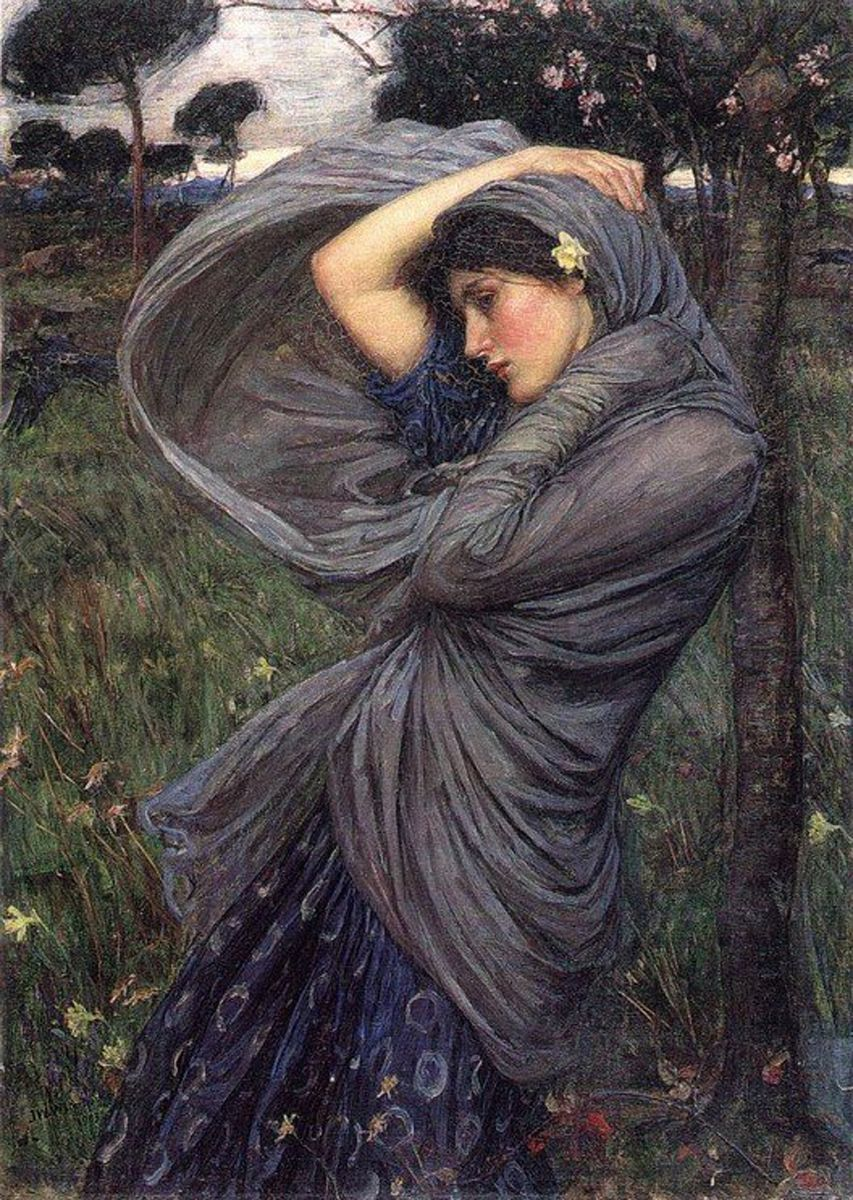
Boreas 1903
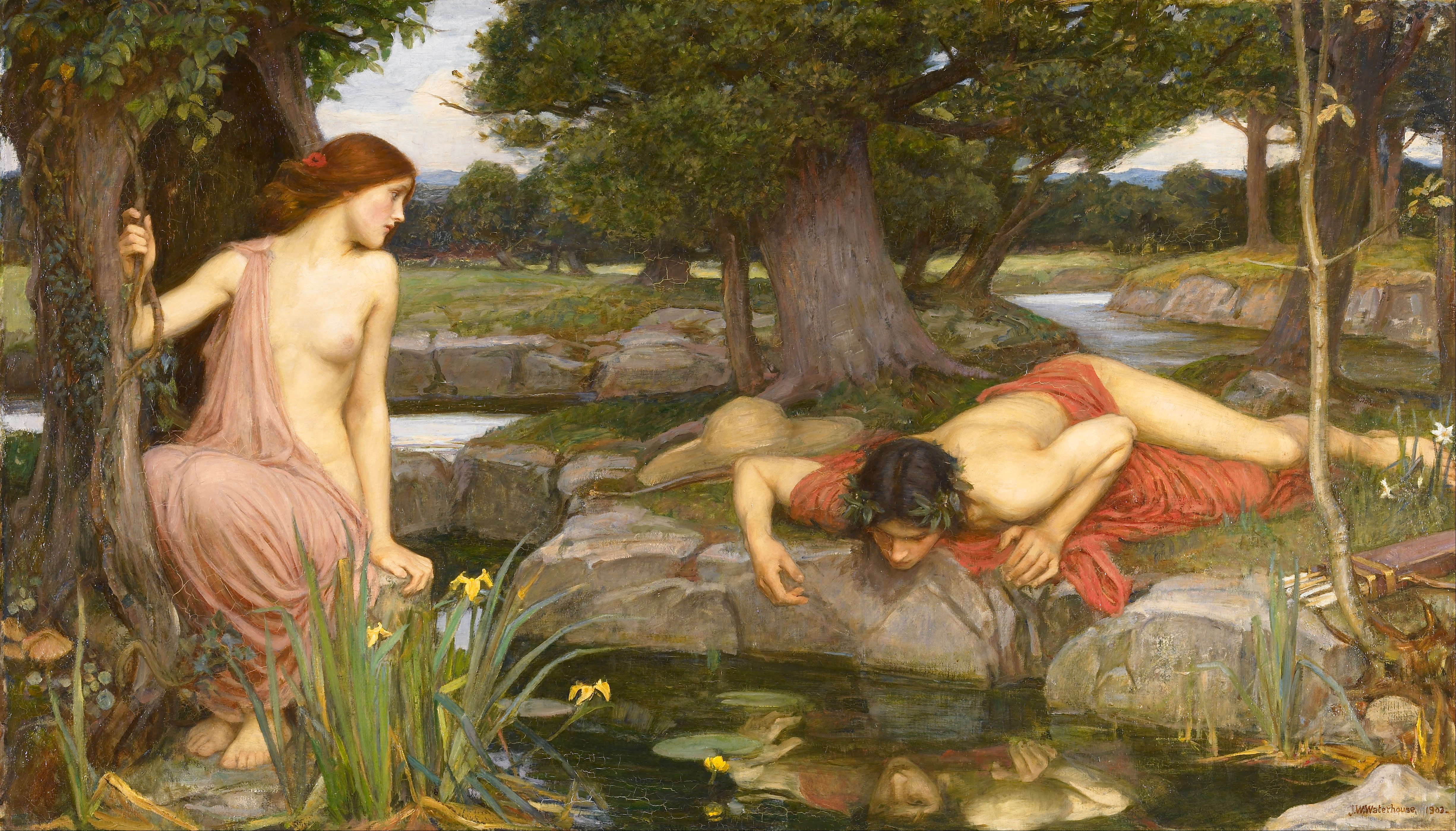
إيكو ونركسوس 1903
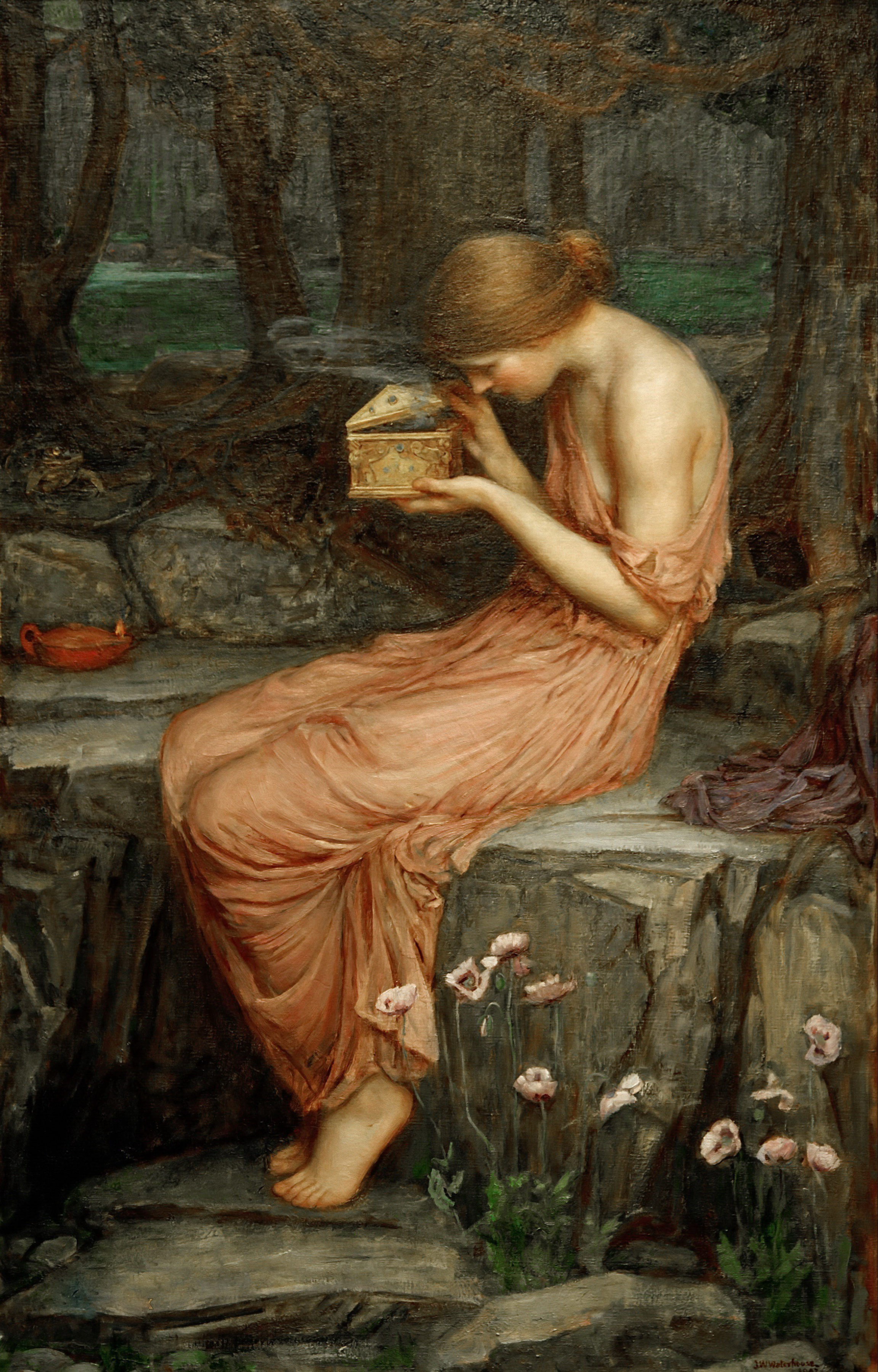
Psyche Opening the Golden Box 1903
Psyche Opening the Door into Cupid's Garden 1904
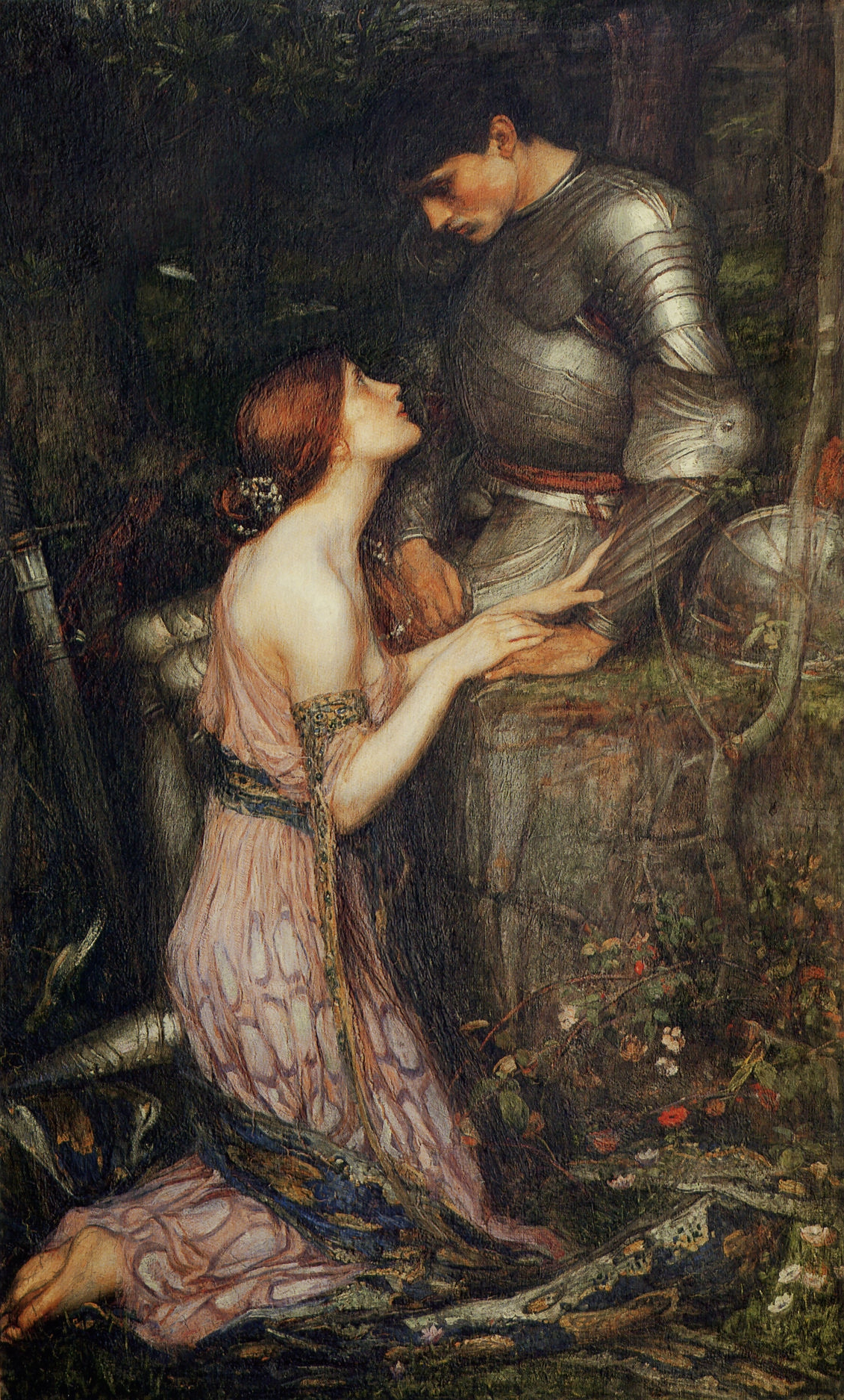
لاميا (version 1) 1905
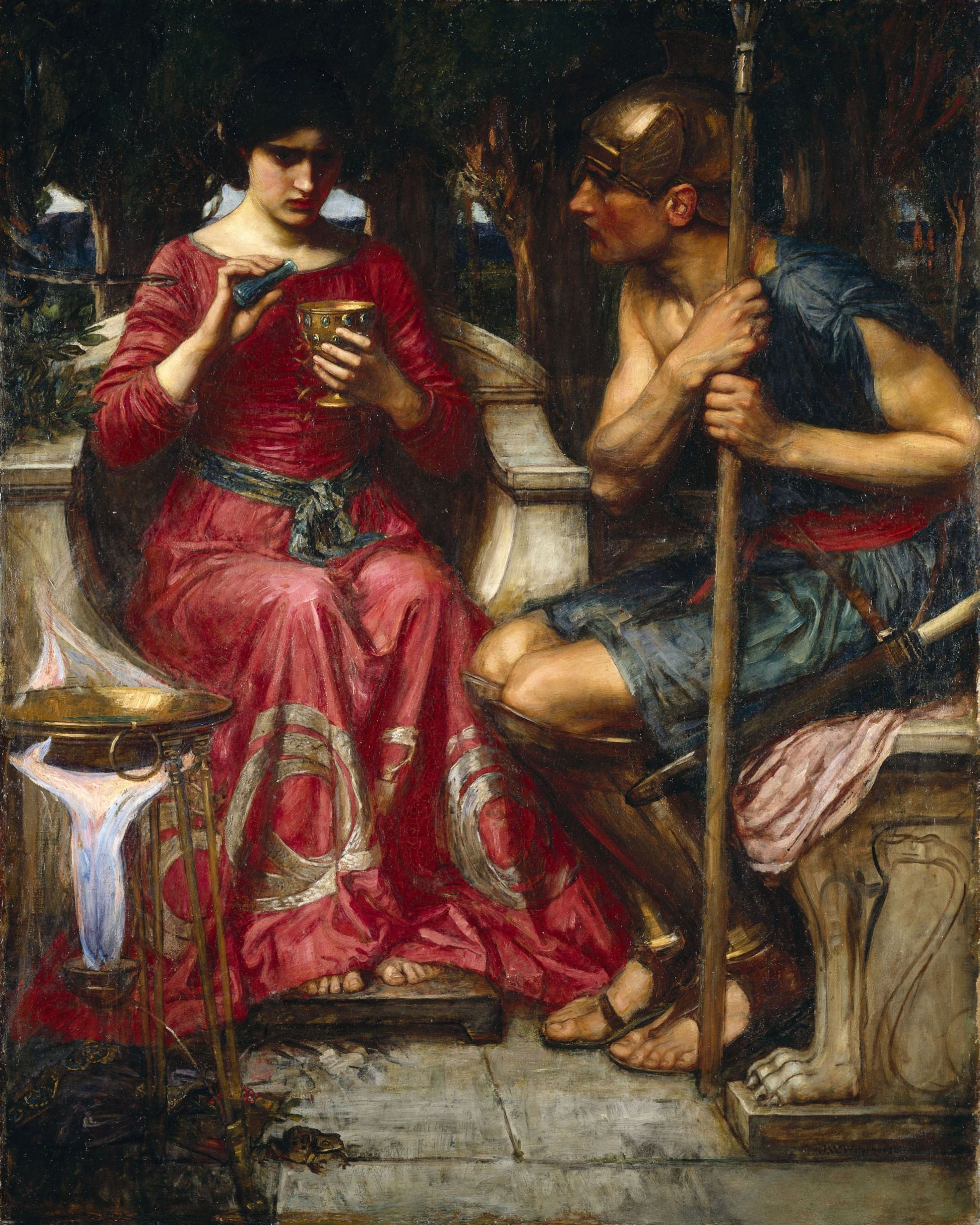
Jason and Medea 1907
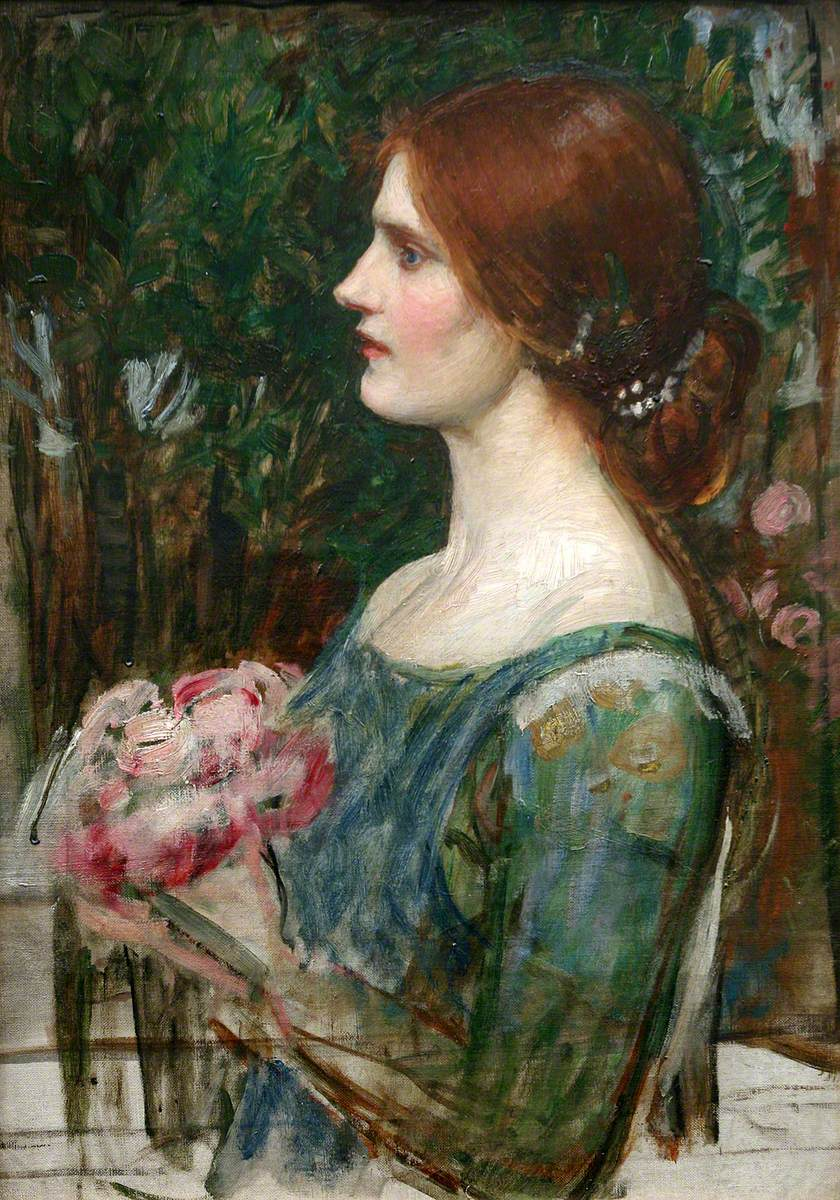
The Bouquet (a study) 1908
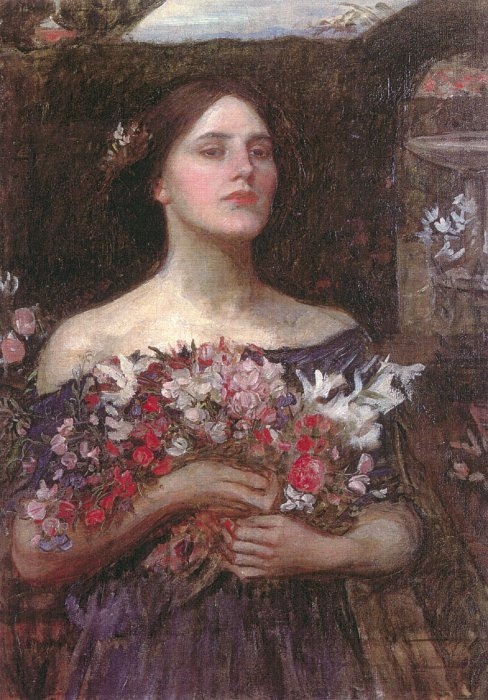
Gather Ye Rosebuds or Ophelia (a study) circa 1908
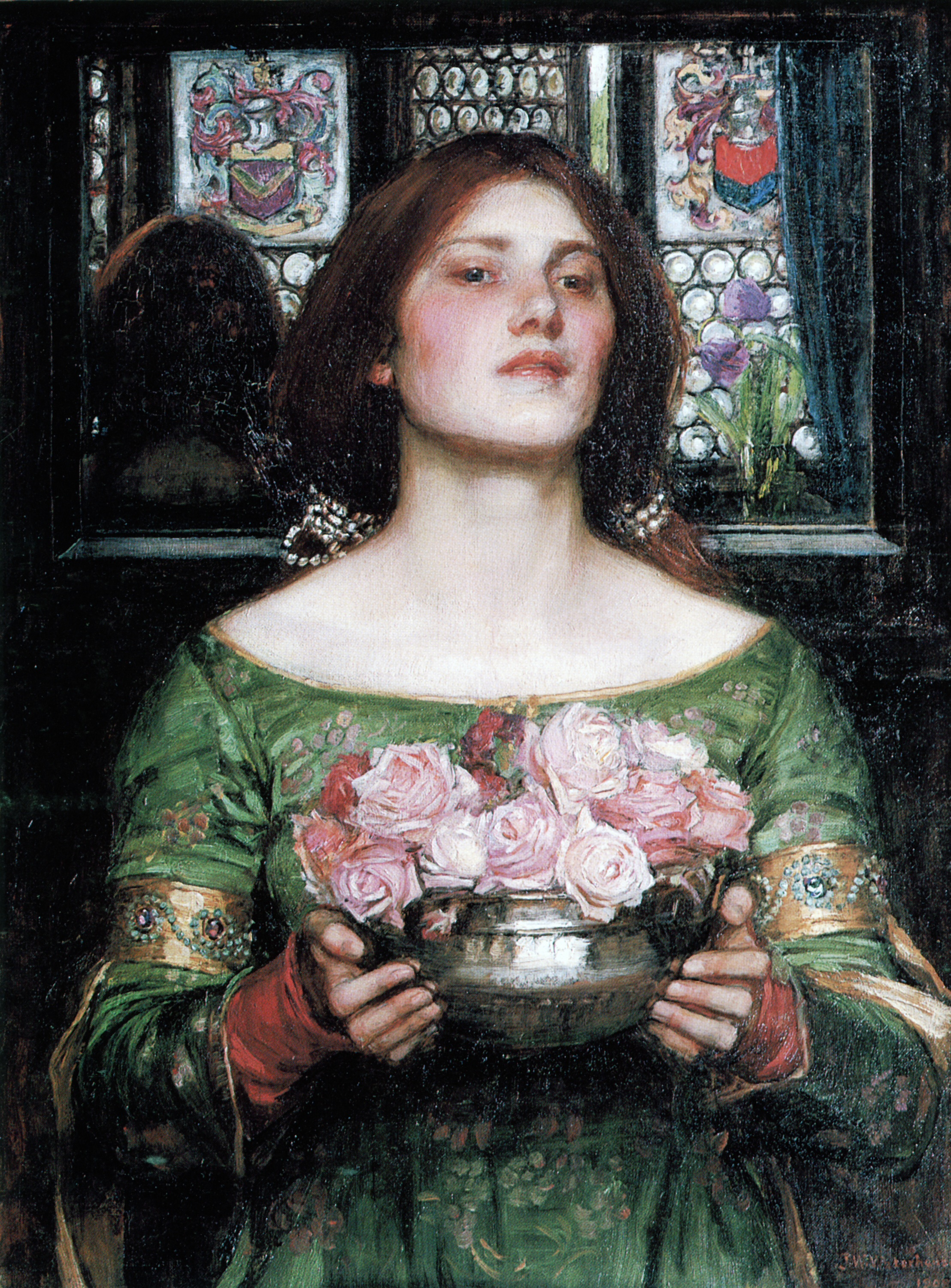
Gather Ye Rosebuds While Ye May... 1908
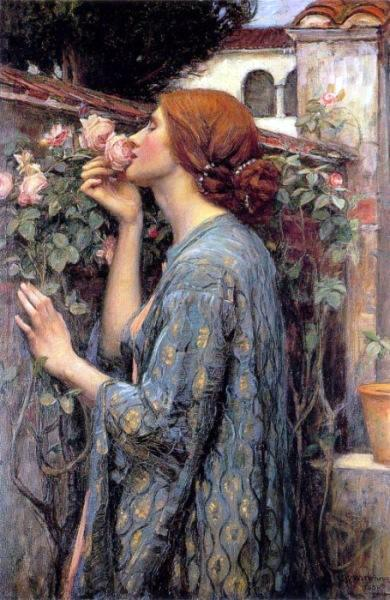
The Soul of the Rose or My Sweet Rose 1908
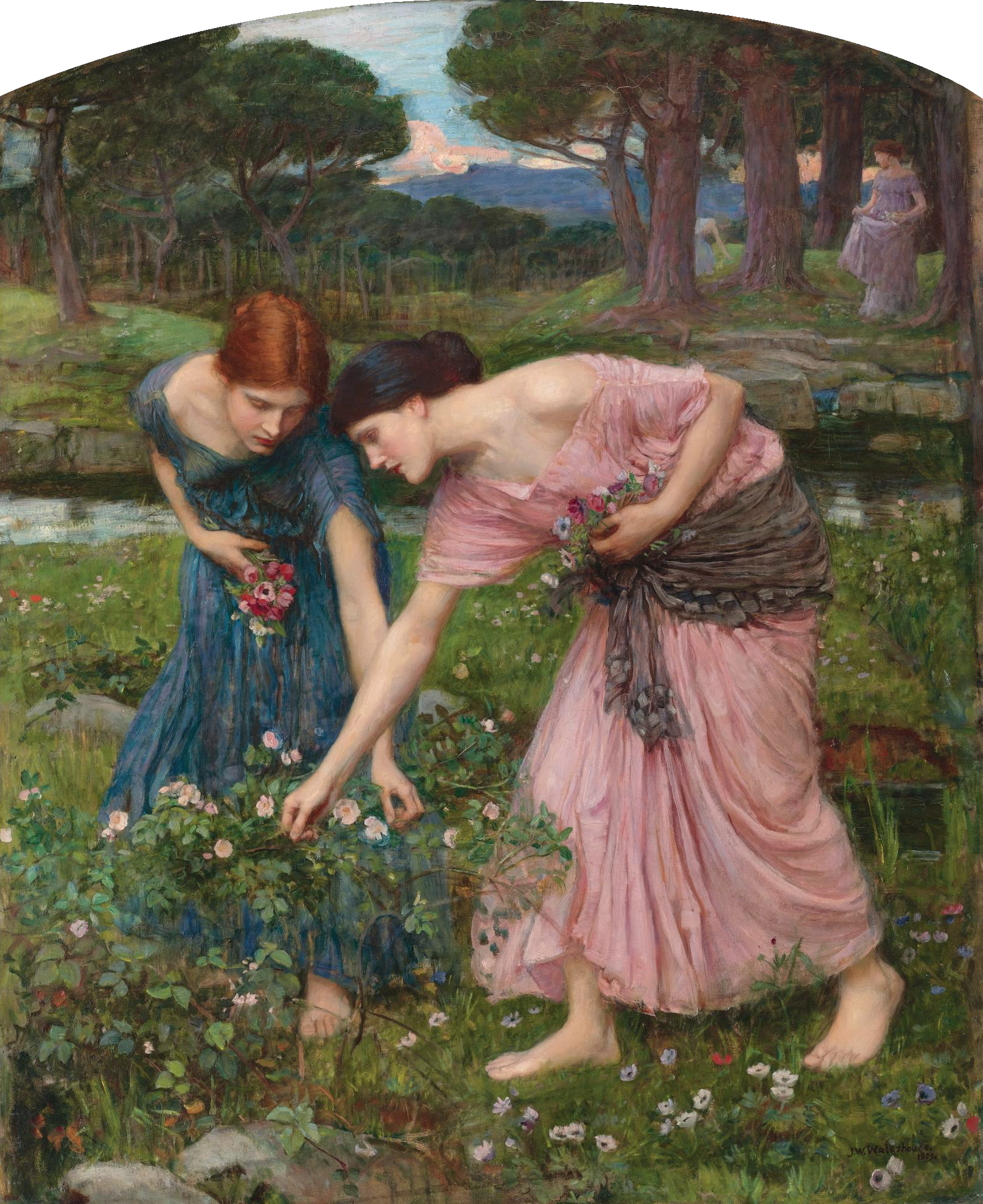
Gather Ye Rosebuds While Ye May 1909
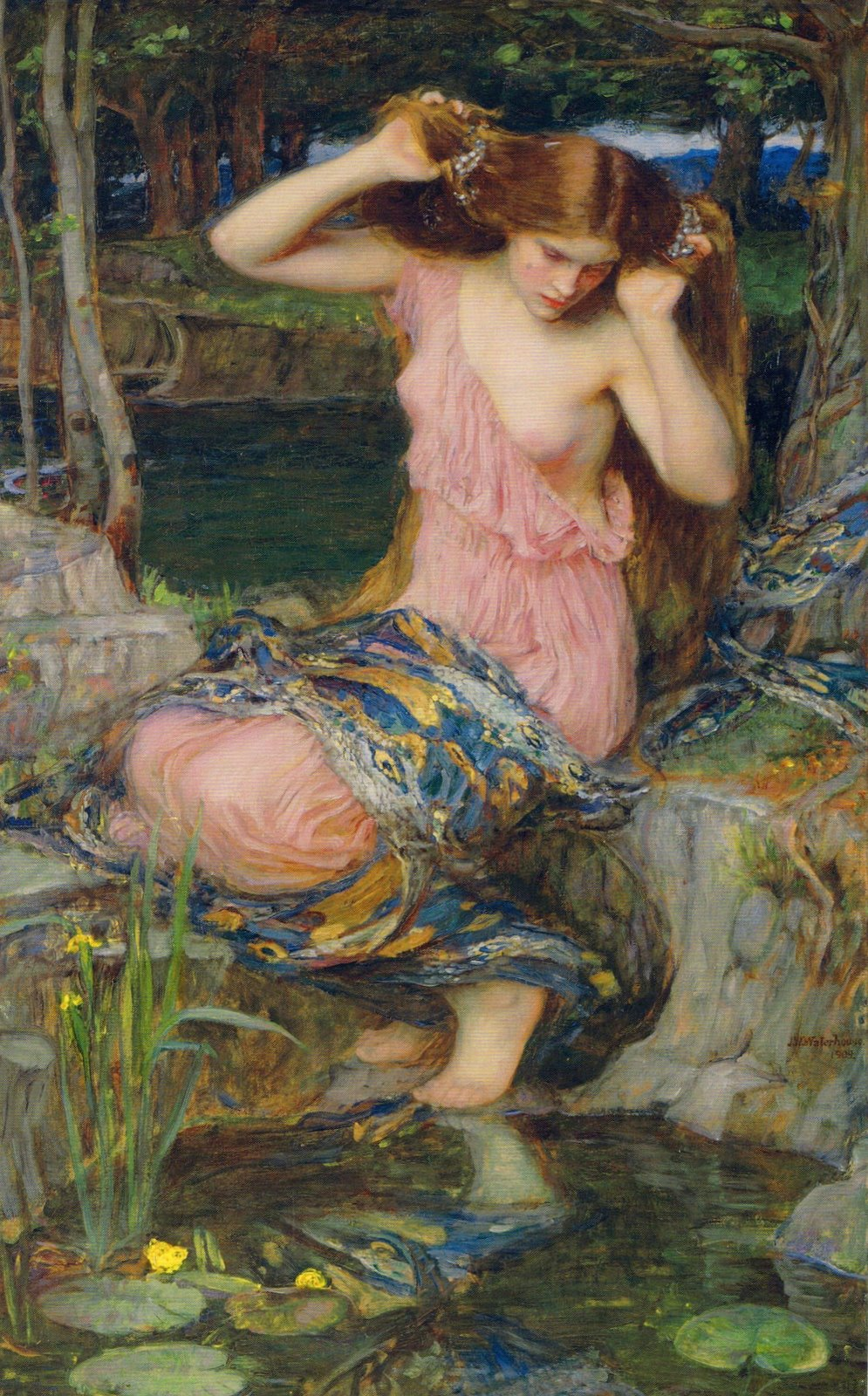
Lamia (version 2) 1909
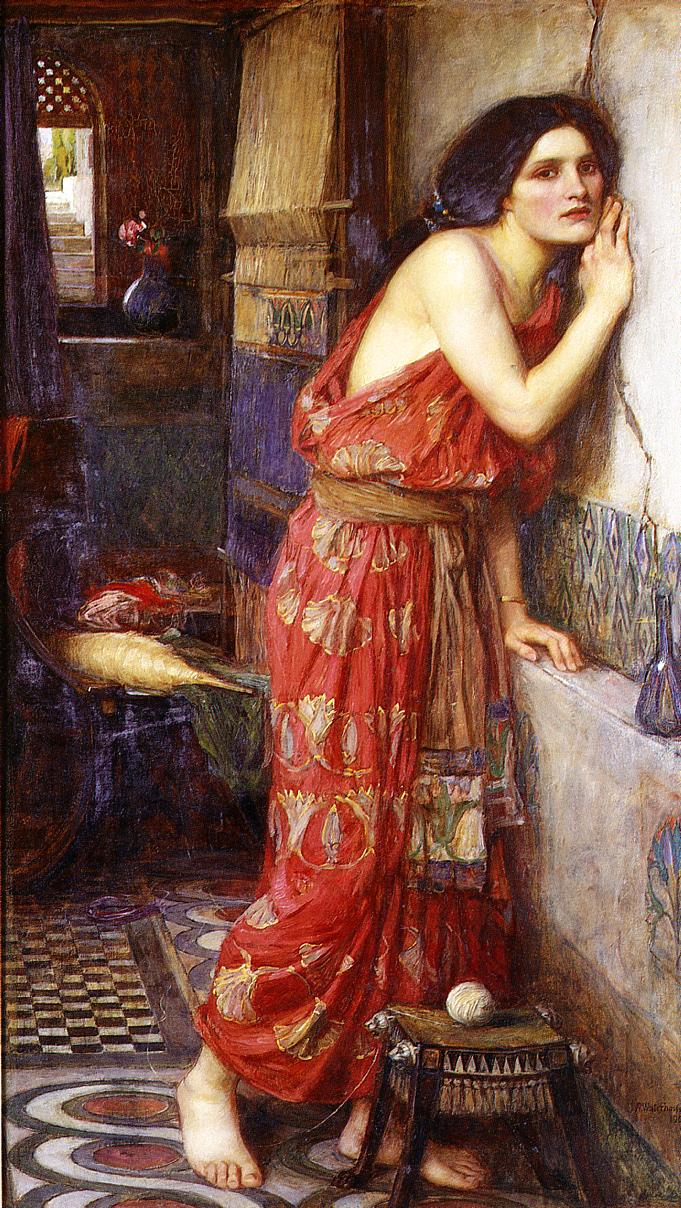
Thisbe 1909

### 1910

Ophelia 1910
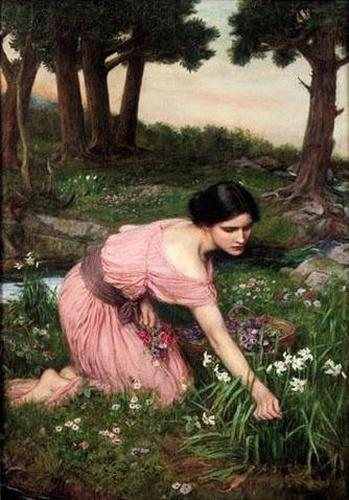
Spring Spreads One Green Lap of Flowers 1910
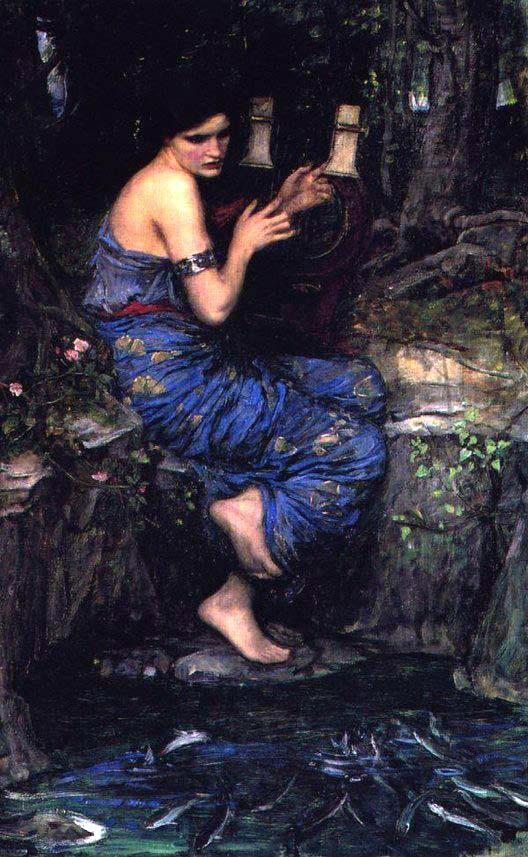
The Charmer 1911
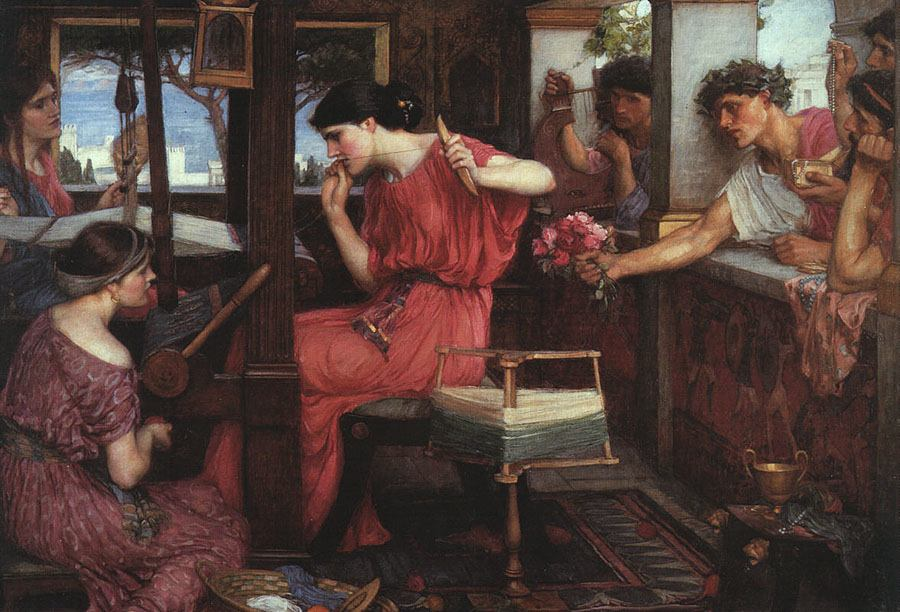
Penelope and the Suitors 1912
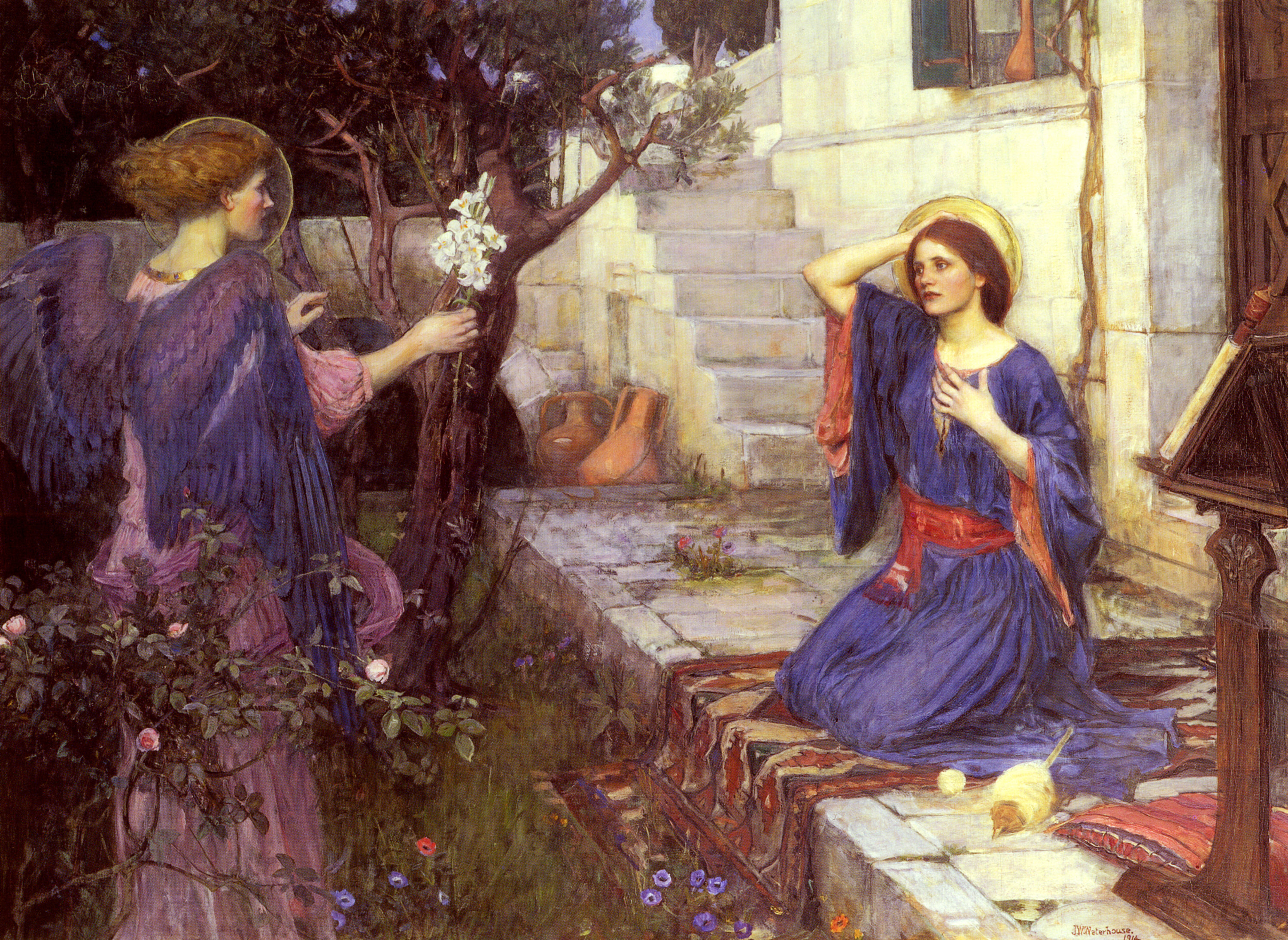
The Annunciation 1914
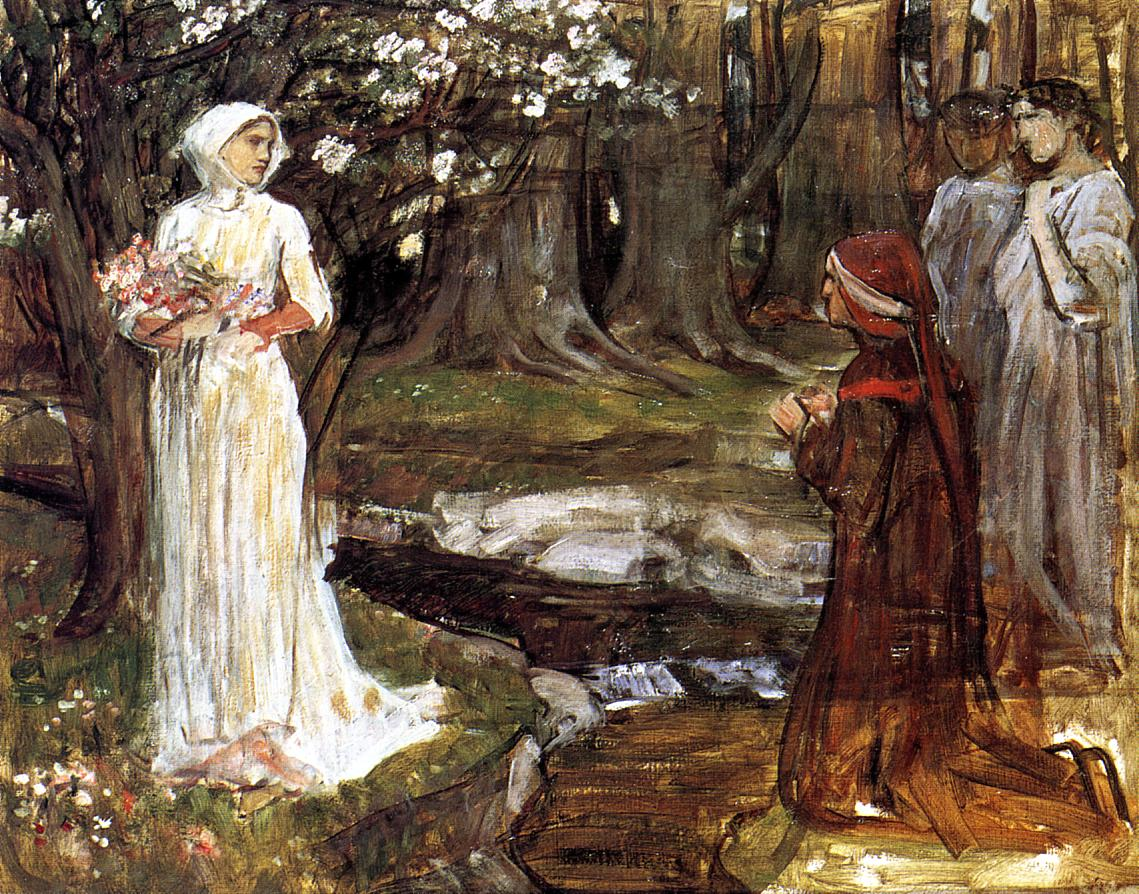
Dante and Matilda (study) (formerly called "Dante and Beatrice") c. 1914-17
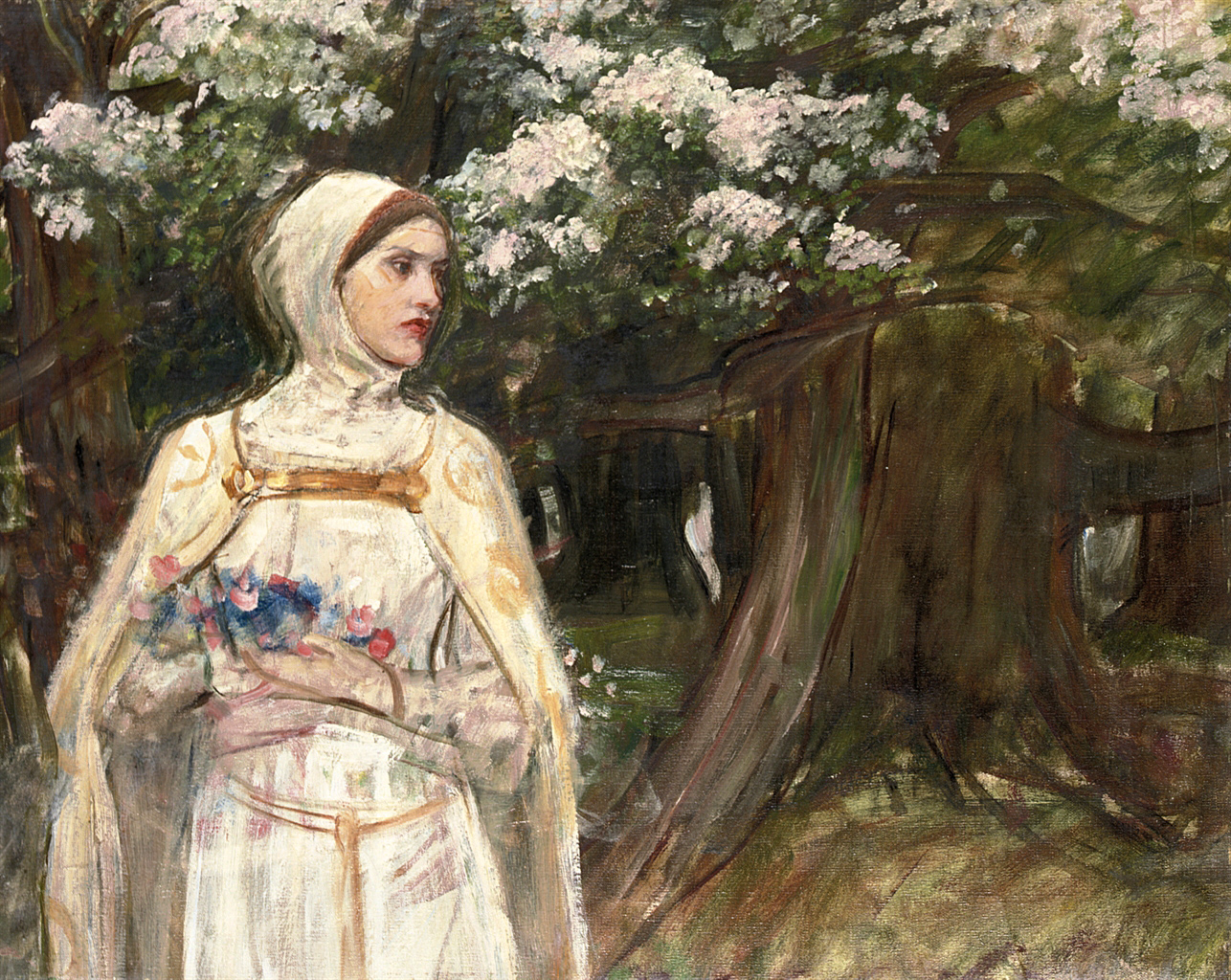
Matilda (study) (formerly called "Beatrice") c. 1915
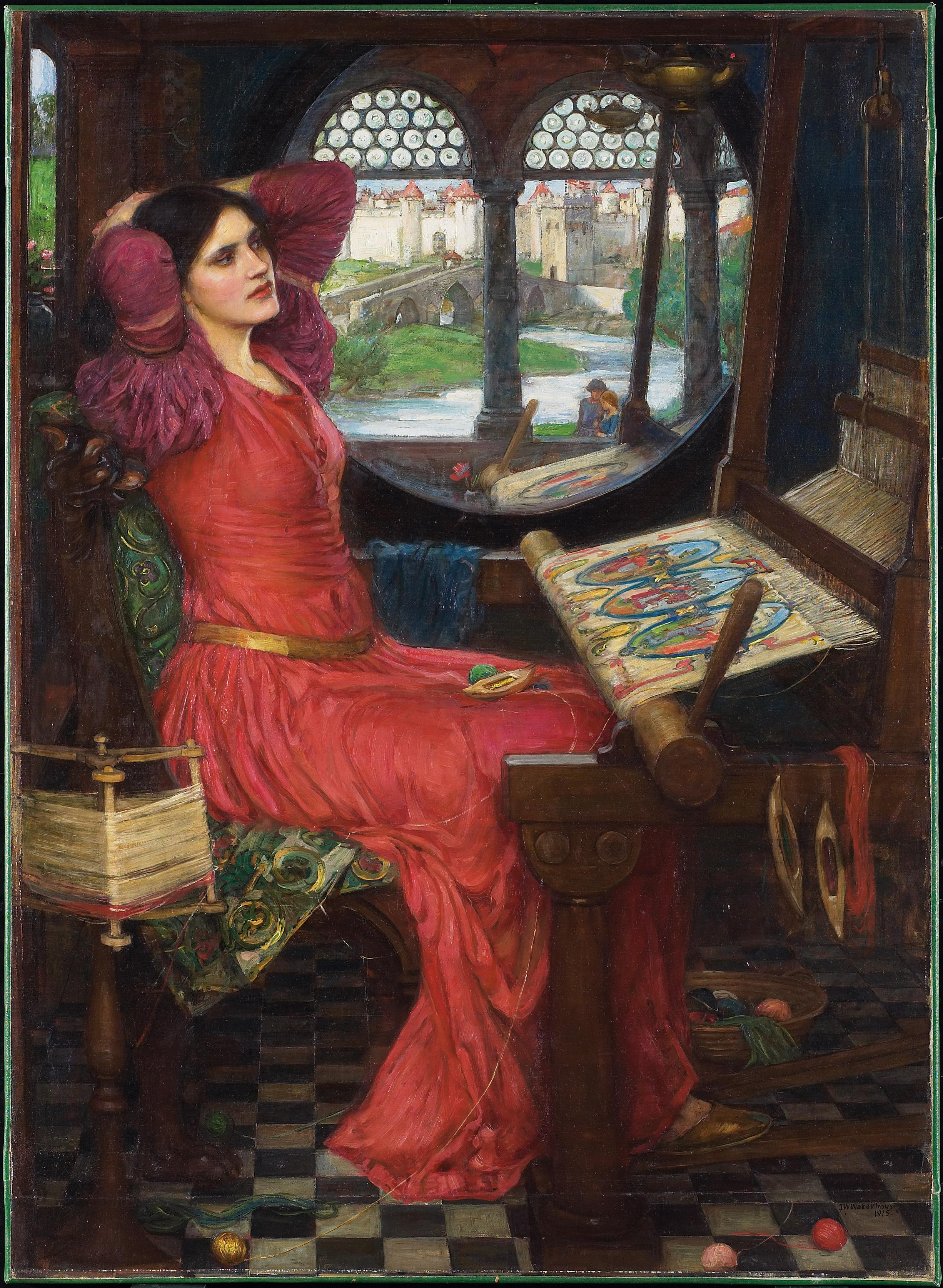
I am Half-Sick of Shadows, said the Lady of Shalott 1916
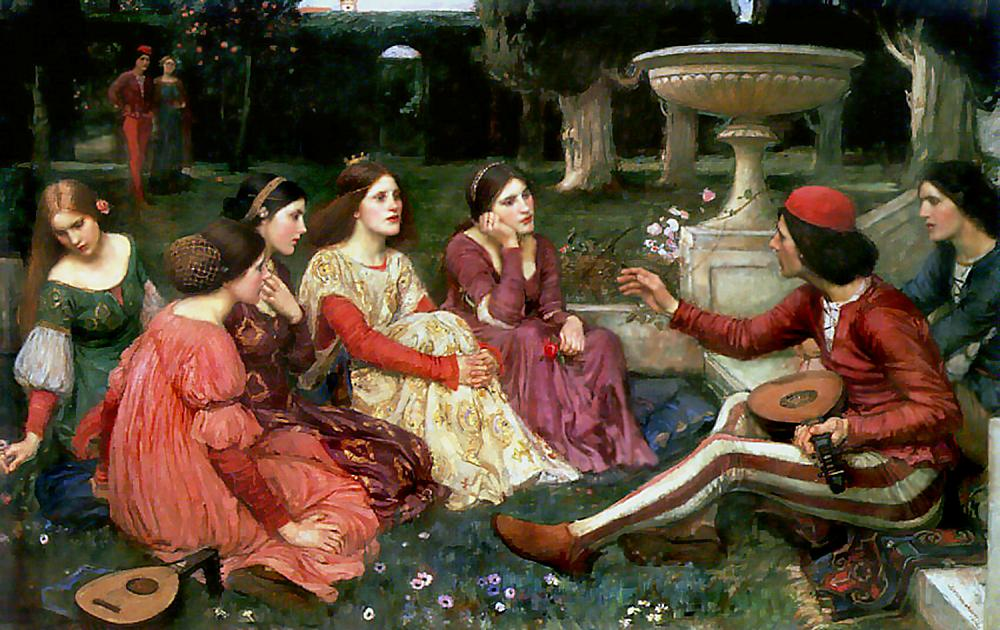
A Tale from the Decameron 1916
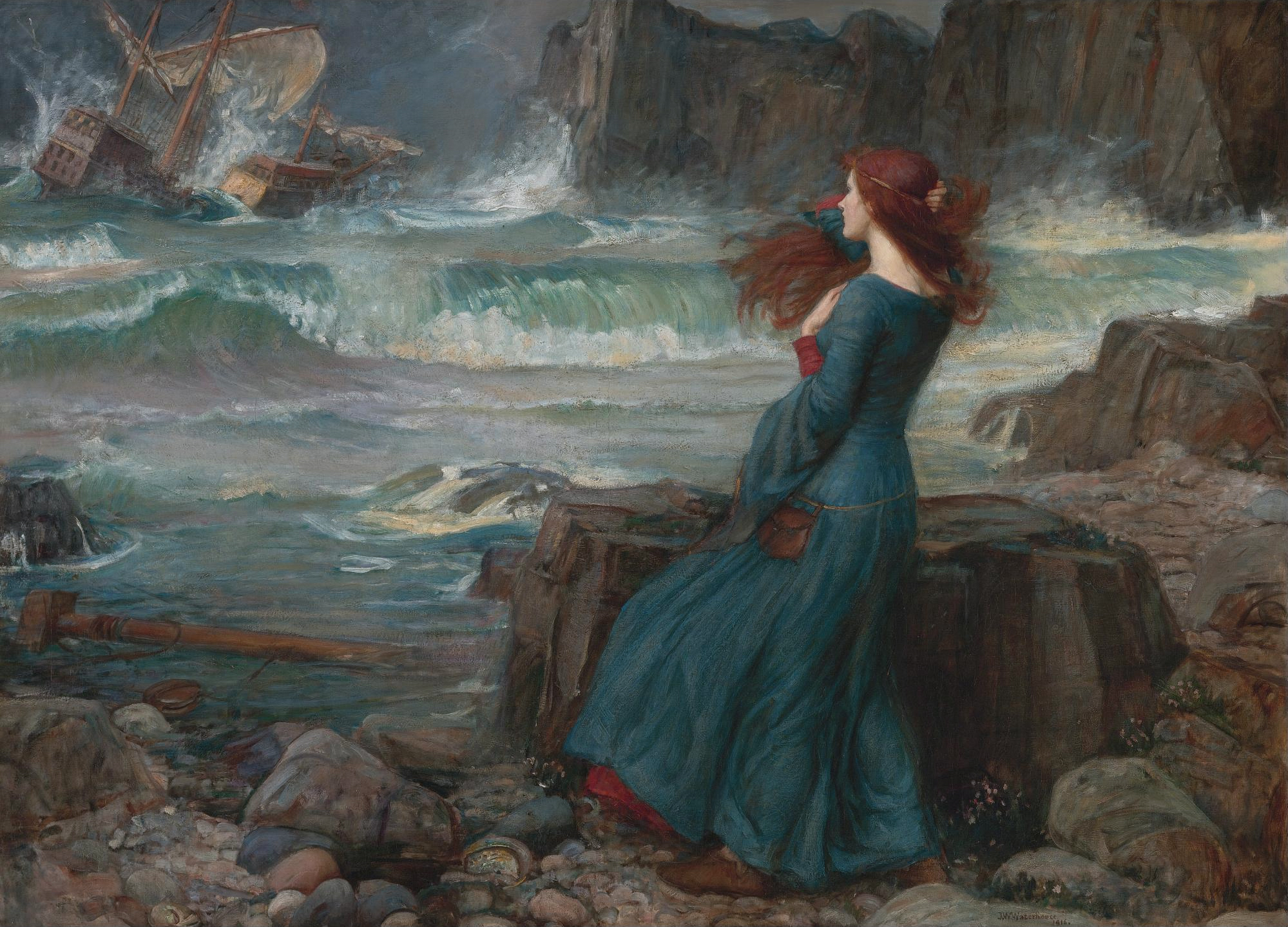
Miranda -- The Tempest 1916
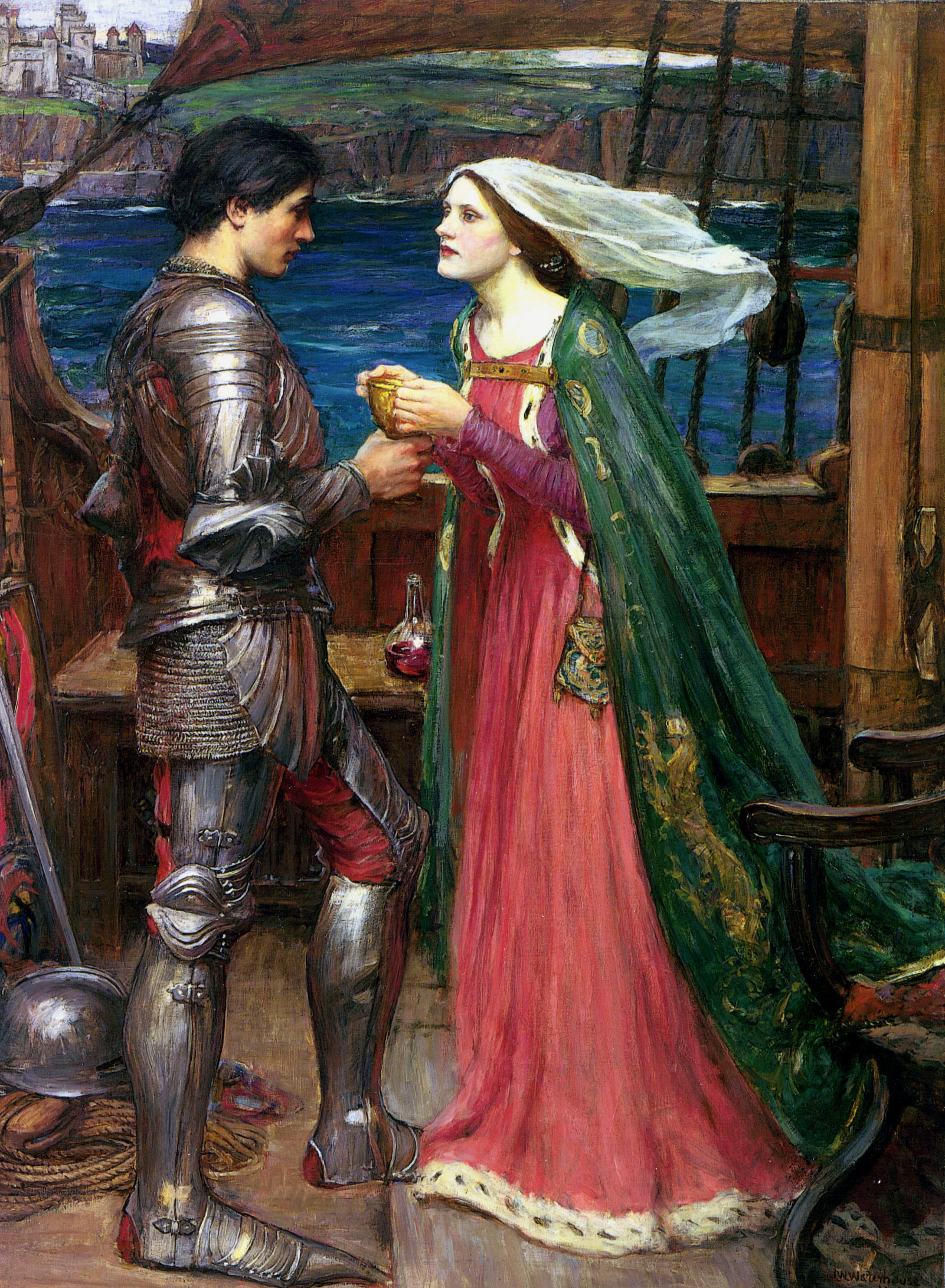
Tristan and Isolde 1916

## وصلات خارجية
- جون وليام ووترهاوس على موقع الموسوعة البريطانية (الإنجليزية)
- جون وليام ووترهاوس على موقع ميوزك برينز (الإنجليزية)
- جون وليام ووترهاوس على موقع إن إن دي بي (الإنجليزية)